# 12 augustus
12 augustus is de 224ste dag van het jaar (225ste dag in een schrikkeljaar) in de gregoriaanse kalender. Hierna volgen nog 141 dagen tot het einde van het jaar.

## Gebeurtenissen
- Algemeen
  - 1665 - In de baai van Bergen begint tijdens de Tweede Engels-Nederlandse Oorlog een zeeslag tussen een Nederlandse retourvloot met een van de rijkste vrachten ooit aan boord en een Engels flottielje van oorlogsschepen.
  - 1928 - Bij een vliegdemonstratie in Heerlen komt een toestel in het publiek terecht. Er vallen vier doden.
  - 1950 - Een trein rijdt een muur omver in de Oranjebuurt in Groningen. Zes kinderen komen om het leven.
  - 1966 - De vulkaan Awu barst uit en blijft actief tot oktober 1966; bij de uitbarsting komen 39 mensen om het leven.
  - 1975 - De MV Norderney, het voormalige zendschip van Radio Veronica wordt de haven van Amsterdam binnengesleept en direct in beslag genomen.
  - 1985 - Japan Airlines-vlucht 123, een Boeing 747 van Japan Airlines verongelukt op de berg Takamagahara. De ramp kost 520 mensen het leven.
  - 1991 - Advocaat Ismail Mohamed, van Indiase afkomst, wordt benoemd als eerste niet-blanke rechter van Zuid-Afrika.
  - 2015 - Bij een explosie op het haventerrein van Tianjin komen 112 mensen om. Nog eens 95 mensen worden vermist, onder wie 85 brandweerlieden.
  - 2022 - Salman Rushdie is in Chautauqua in de staat New York neergestoken voordat hij met een lezing zou beginnen. Hij raakt zwaargewond door onder meer messteken in de nek en de buik. De 24-jarige dader wordt gearresteerd.[1]
  - 2023 - Op het Kanaal kapseist een boot met migranten, waarbij zeker zes Afghanen die aan boord waren om het leven komen. Ca. 50 andere opvarenden worden gered, enkele anderen worden vermist.[2]
- Infrastructuur
  - 2020 - Bij een treinontsporing nabij de Schotse stad Stonehaven zijn drie doden gevallen, onder wie de machinist. Oorzaak: aardverschuiving als gevolg van het noodweer.
- Kunst en cultuur
  - 2013 - De militaire basis in de plaats Targoviste, waar op eerste kerstdag 1989 de Roemeense communistische dictator Nicolae Ceaușescu en zijn vrouw Elena werden geëxecuteerd, wordt een museum.
  - 2023 - Op het Internationaal filmfestival van Locarno (Zwitserland) ontvangt de Nederlandse actrice Renée Soutendijk de prijs voor de beste acteerprestatie in een competitiefilm voor haar rol in de film Sweet Dreams.[3]
- Media
  - 1974 - Radio Veronica moet uit de pers vernemen dat het station op 31 augustus 1974 zijn uitzendingen moet staken.
  - 2008 - RTL-cameraman Stan Storimans komt om het leven bij de bombardementen door de Russische Luchtmacht op Gori. RTL-verslaggever Jeroen Akkermans raakt lichtgewond.
- Oorlog
  - 1914 - Slag der Zilveren Helmen, in Halen. Voor de laatste keer in Europa vindt een cavaleriecharge plaats. Er vallen 140 Belgische en 160 Duitse soldaten. De Belgen winnen en verschansen zich te Diest.
  - 1944 - Van het Italiaanse dorpje Sant'Anna worden vrijwel alle burgers, in totaal 560, door de 16e Panzergrenadierdivisie van de Duitse SS, vermoord.
  - 1945 - Japan capituleert na de atoombommen op Hiroshima en Nagasaki.
  - 1955 - In Zuid-Soedan wordt de uitzonderingstoestand uitgeroepen.
- Politiek
  - 1099 - Godfried van Bouillon verslaat de Saracenen. Het Koninkrijk Jeruzalem wordt gesticht.
  - 2005 - Ludwig-Holger Pfahls, Duits politicus en hoge ambtenaar, wordt wegens belastingsontduiking in eerste aanleg tot 2 jaar en drie maanden gevangenisstraf veroordeeld.
  - 2010 - Desi Bouterse wordt geïnaugureerd als president van Suriname.
- Religie
  - 1935 - Benoeming van de Italiaan Paolo Giobbe tot internuntius in Nederland.
  - 1950 - Encycliek Humani Generis van paus Pius XII over dwalingen die de fundamenten van de katholieke geloofsleer bedreigen.
  - 2014 - Paus Franciscus verheft de Heilige Calixtuskerk in Groenlo tot basilica minor.
- Sport
  - 1896 - Voetbalclub Willem II wordt opgericht in Tilburg.
  - 1928 - Sluitingsceremonie van de Olympische Spelen in Amsterdam.
  - 1990 - De Belg Thierry Boutsen wint de Grand Prix van Hongarije en behaalt zo zijn derde overwinning in de Formule 1.
  - 2001 - PSV wint opnieuw de strijd om de Johan Cruijff Schaal, ditmaal ten koste van FC Twente (3-2).
  - 2007 - Wesley Sneijder heeft een vijfjarig contract getekend bij Real Madrid. Real Madrid heeft hem van Ajax voor € 27 miljoen overgenomen.
  - 2012 - Sluitingsceremonie van de Olympische Spelen in Londen.
  - 2014 - Gerardo Martino wordt aangesteld als de nieuwe bondscoach van het Argentijns voetbalelftal. De 51-jarige trainer uit Rosario volgt Alejandro Sabella op, die vertrok na de tweede plaats bij het WK voetbal 2014 in Brazilië.
  - 2015 - De Zweed Hans Backe wordt aangesteld als bondscoach van het Fins voetbalelftal, als opvolger van de ontslagen Mixu Paatelainen.
  - 2016 - Zestien jaar na zijn overwinning op de Olympische Zomerspelen in Sydney wint de Amerikaanse zwemmer Anthony Ervin opnieuw goud op de 50 meter vrije slag.
  - 2018 - De Eredivisie begint met een overwinning voor de debutant FC Emmen bij ADO Den Haag. Glenn Bijl scoort de eerste Drentse goal ooit in de Eredivisie.
  - 2023 - De Française Pauline Ferrand-Prévot schrijft voor de 5e keer de wereldtitel mountainbiken op haar naam.[4]
  - 2023 - De Brit Tom Pidcock wordt wereldkampioen mountainbike   bij de Wereldkampioenschappen wielrennen 2023 in Glasgow.[5]
- Wetenschap en technologie
  - 1877 - De Amerikaanse astronoom Asaph Hall ontdekt Deimos, een maan van de planeet Mars.[6]
  - 1883 - De laatste levende Quagga (een zebra-soort) sterft in dierentuin Artis.
  - 1960 - Met een Thor-Delta-raket lanceren de Amerikanen de eerste communicatiesatelliet "Echo I". Het apparaat ontvouwt een ballon met een diameter van 30 meter. Hij zal 10 jaar in een baan om de aarde cirkelen.
  - 1962 - Lancering van de Vostok 4 met aan boord Pavlo Popovytsj.[7]
  - 1981 - IBM lanceert een nieuw kantoor- en consumentenproduct: de PC.
  - 2000 - De Russische atoomonderzeeër Koersk zinkt in de Barentszzee; alle 118 bemanningsleden komen om.
  - 2005 - Lancering van de Mars Reconnaissance Orbiter missie met een Atlas V raket vanaf Kennedy Space Center in de Verenigde Staten. Doel van de missie is onder meer het vergaren van wetenschappelijke informatie over de planeet Mars en het functioneren als een verbindingsstation voor toekomstige missies.[8]
  - 2023 - Bijna 17 jaar na lancering passeert het Stereo-A ruimtevaartuig de Aarde in haar baan rond de Zon. Dit komt omdat het ruimtevaartuig iets sneller rond de Zon draait dan dat de Aarde doet.[9]

## Geboren

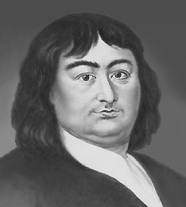
Vitus Bering,
geboren in 1681

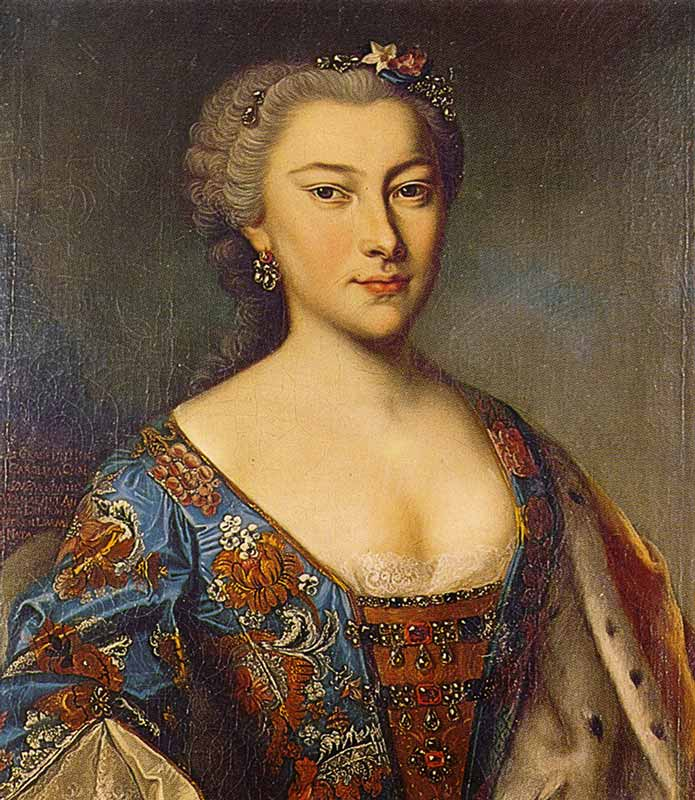
Carolina van Nassau-Saarbrücken,
geboren in 1704

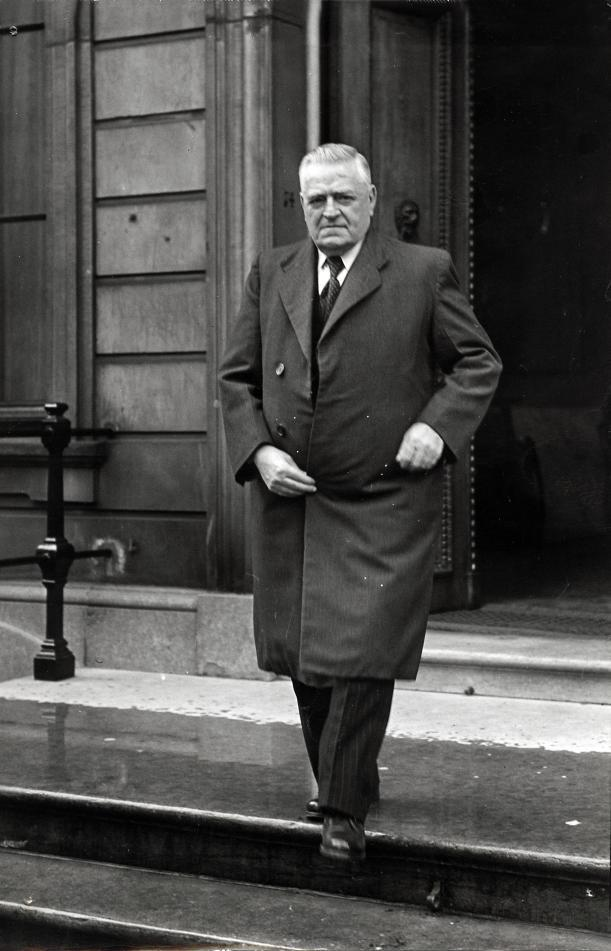
Jan Schouten,
geboren in 1883

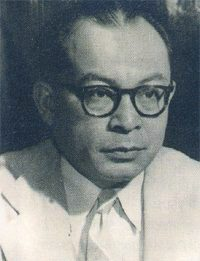
Mohammed Hatta,
geboren in 1902

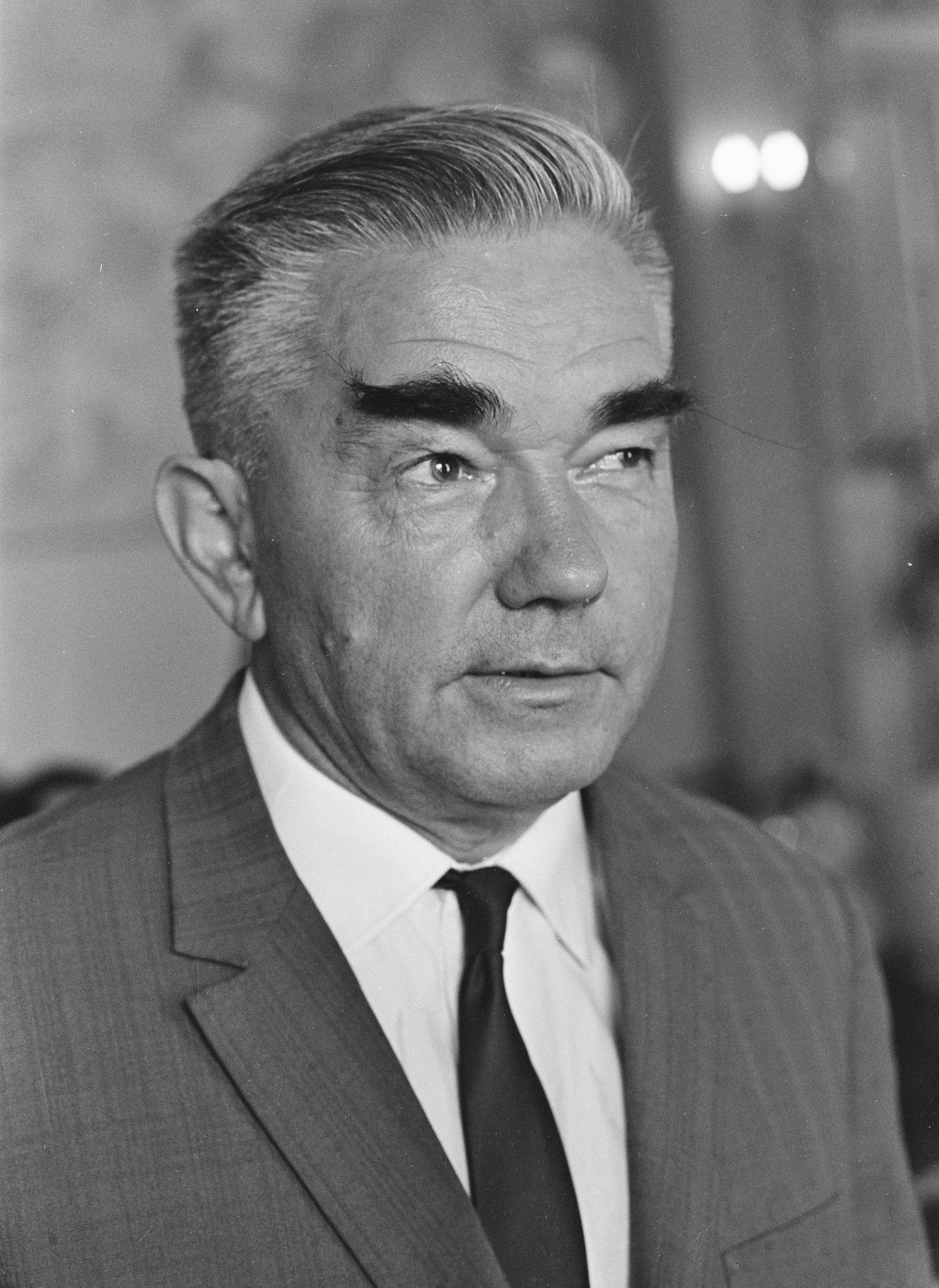
Aleksandr Kotov,
geboren in 1913

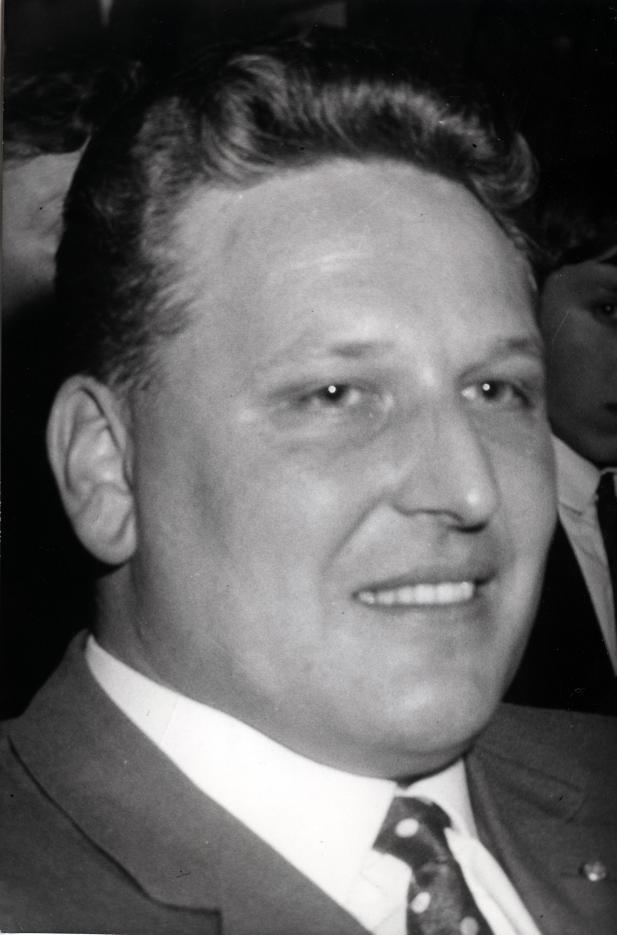
Nico Verlaan
geboren in 1932

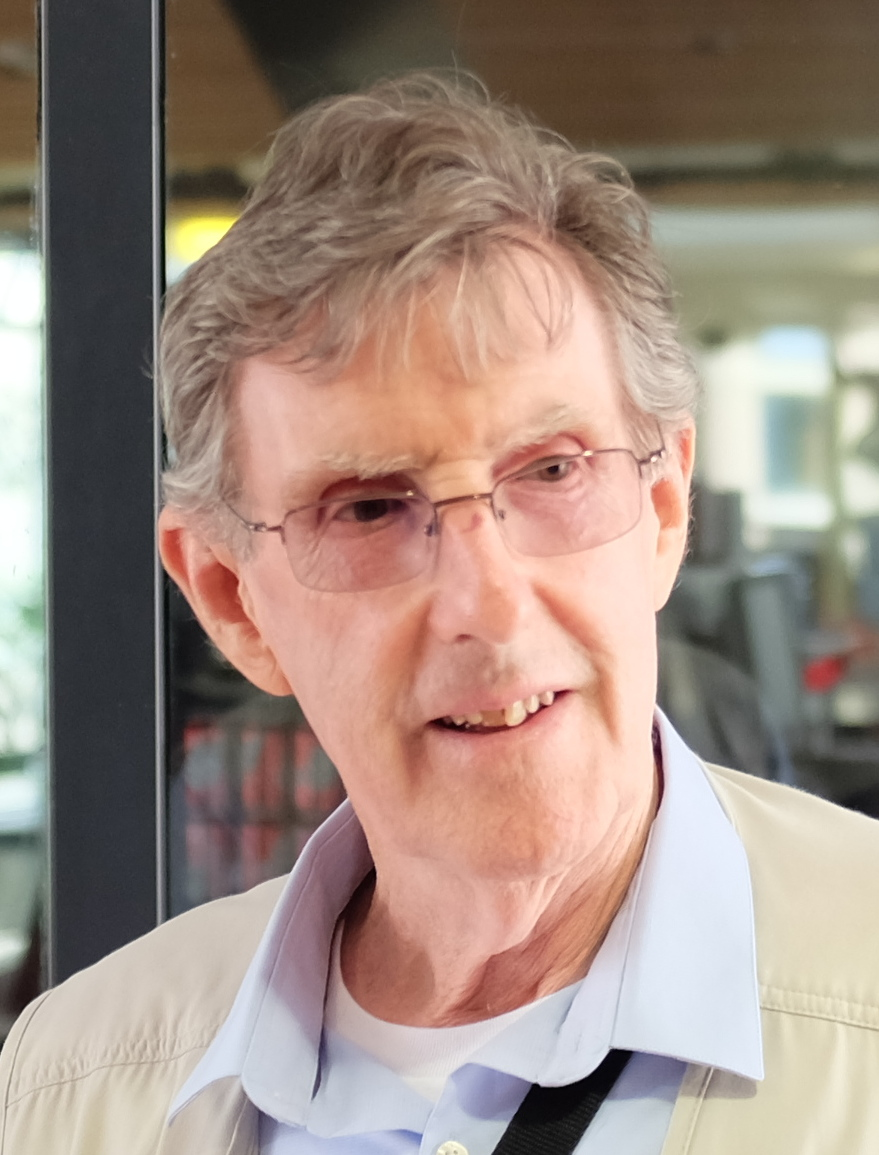
John Stillwell
geboren in 1942

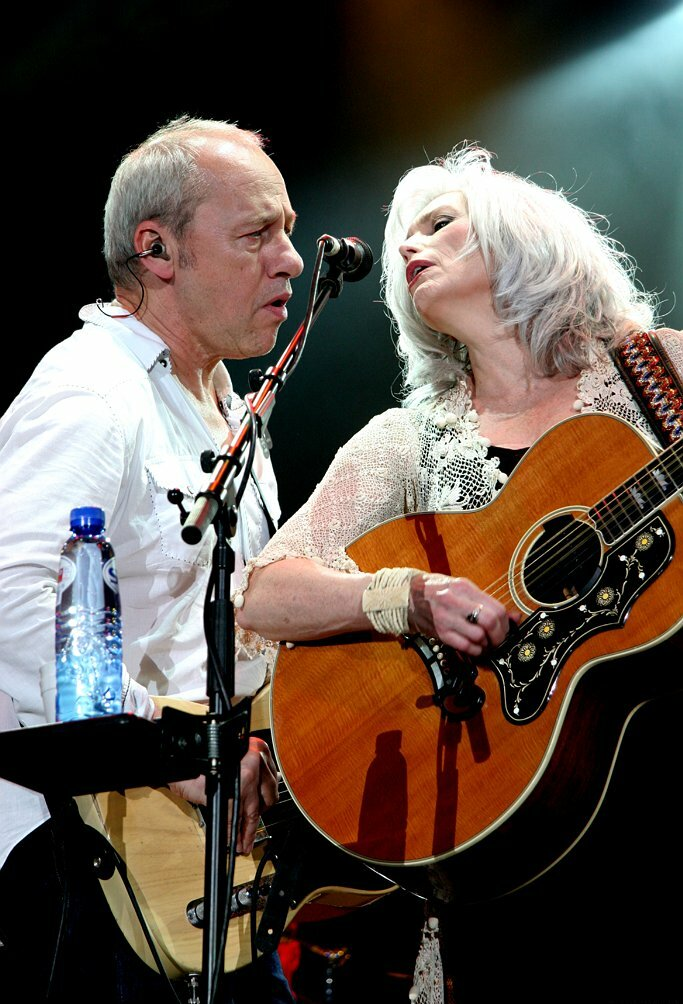
Mark Knopfler
geboren in 1949

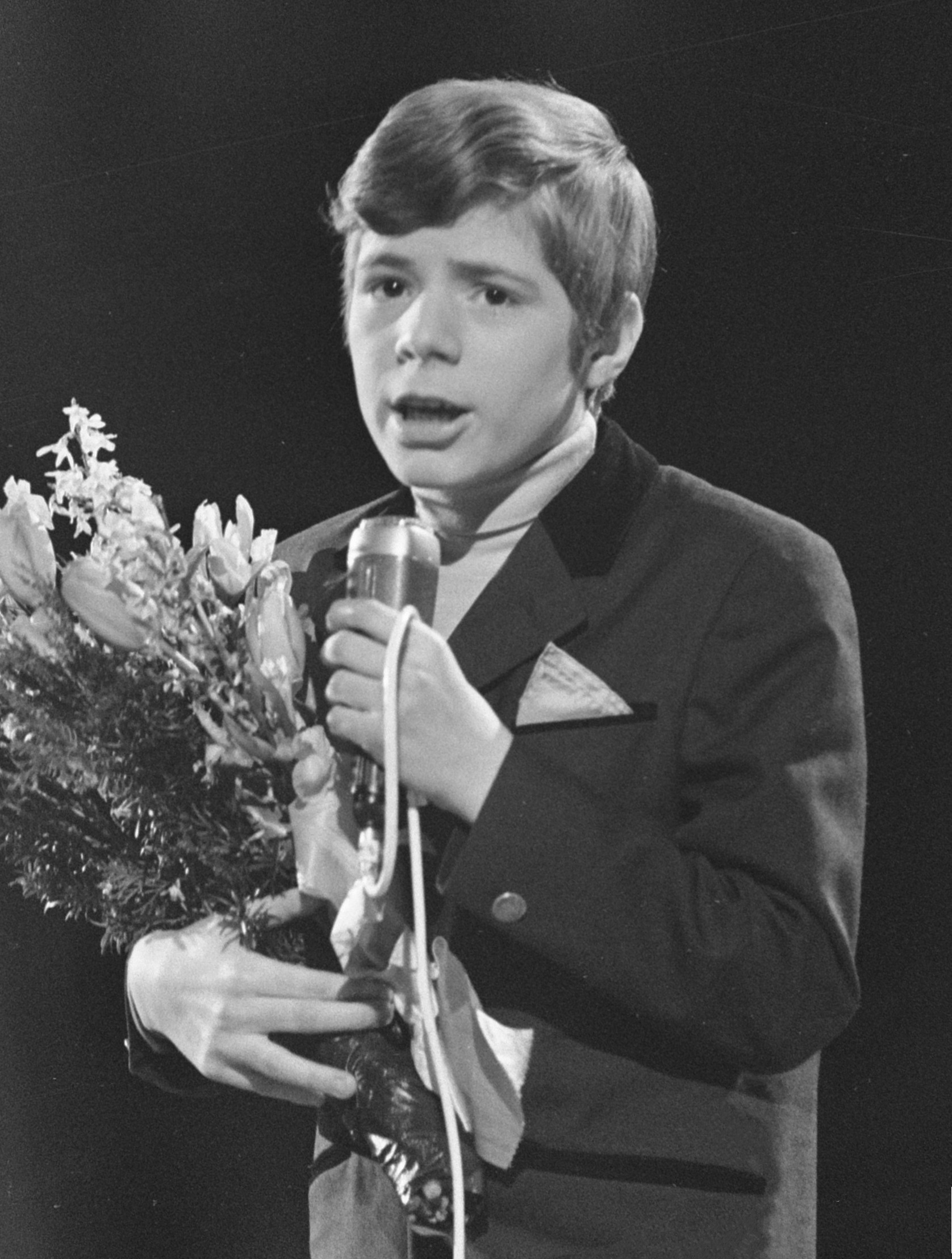
Hein Simons
geboren in 1955

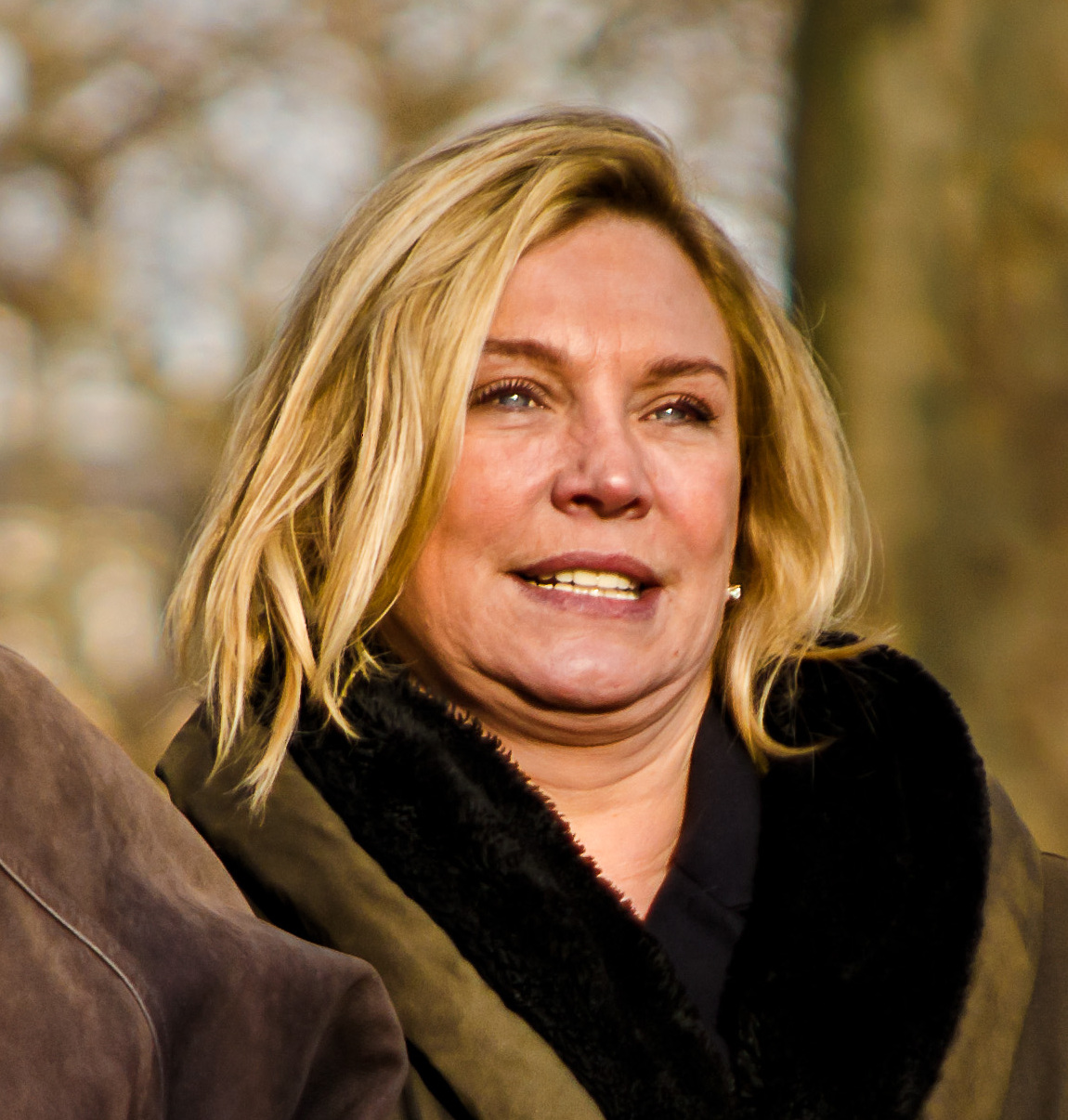
Amanda Redman,
geboren in 1957

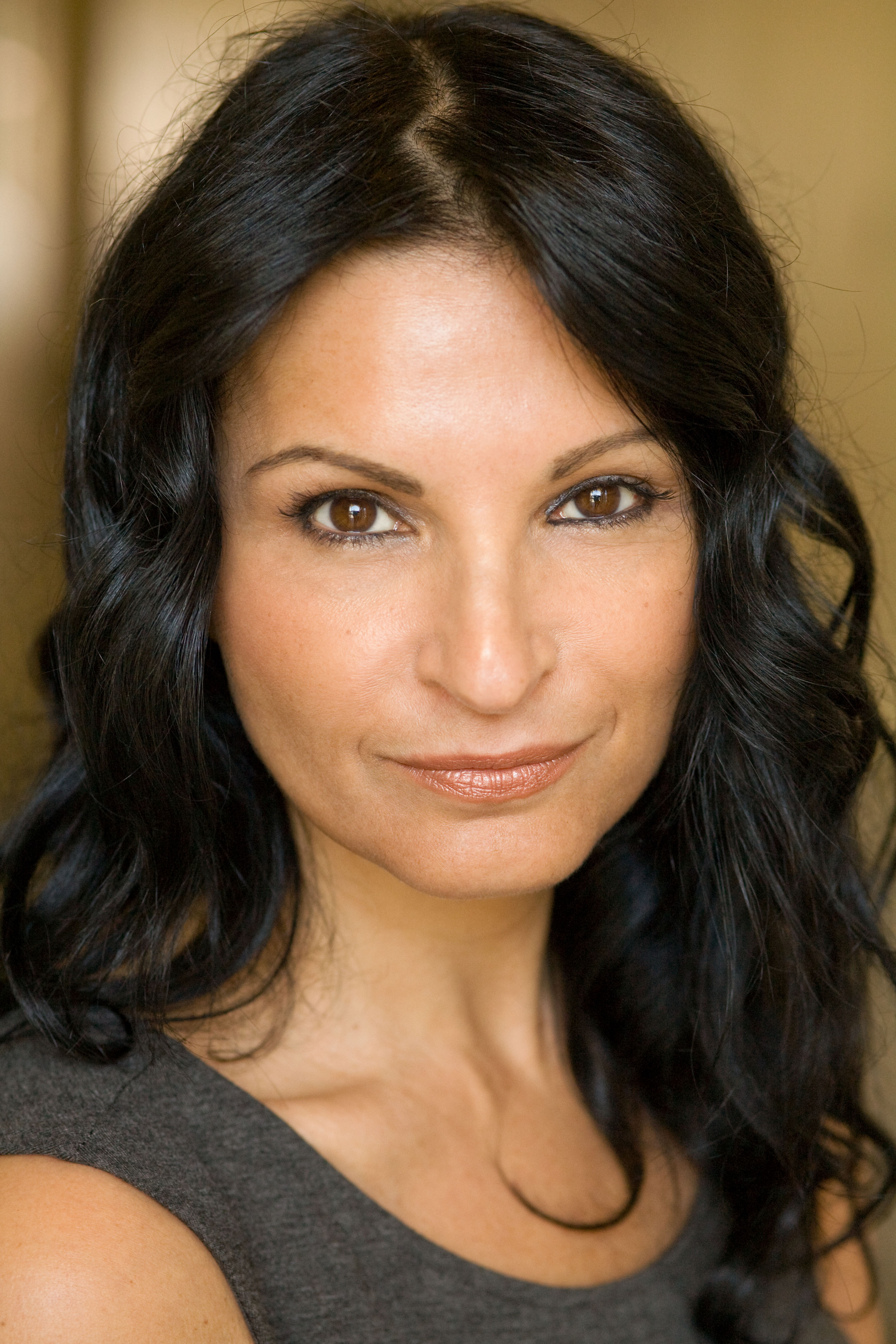
Kathrine Narducci
geboren in 1965

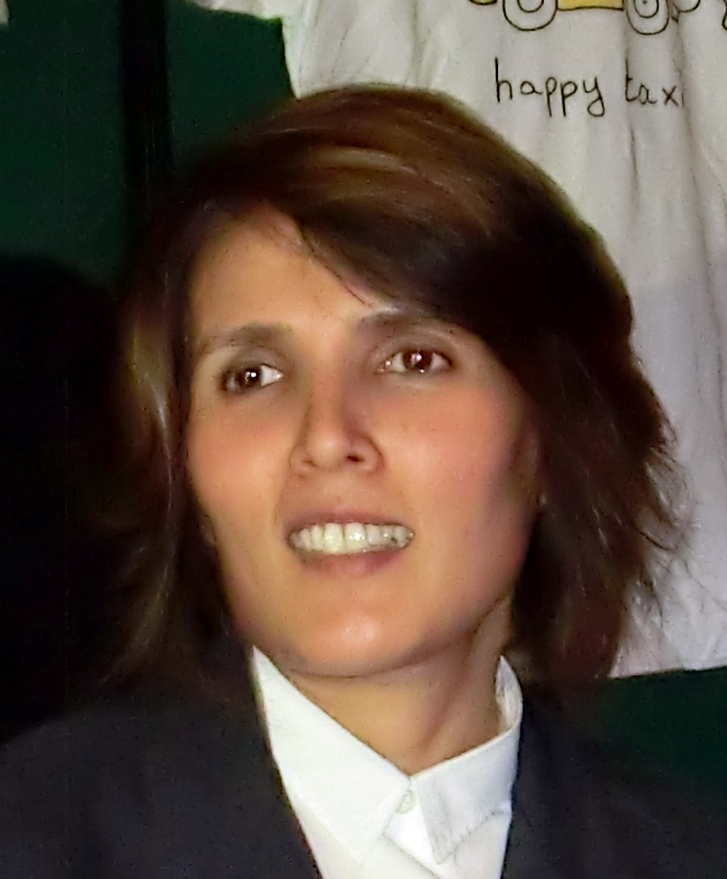
Tanita Tikaram,
geboren in 1969

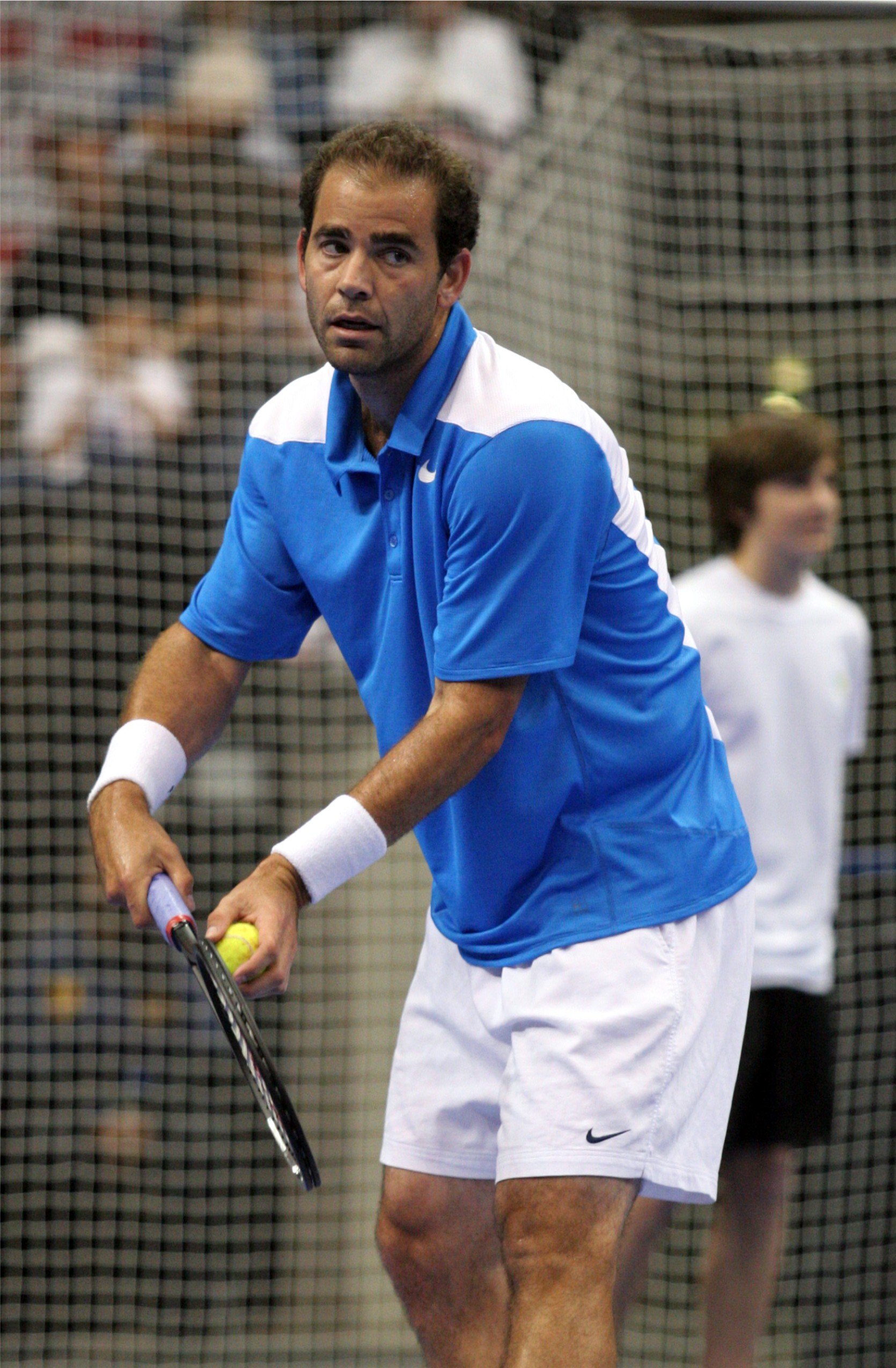
Pete Sampras,
geboren in 1971

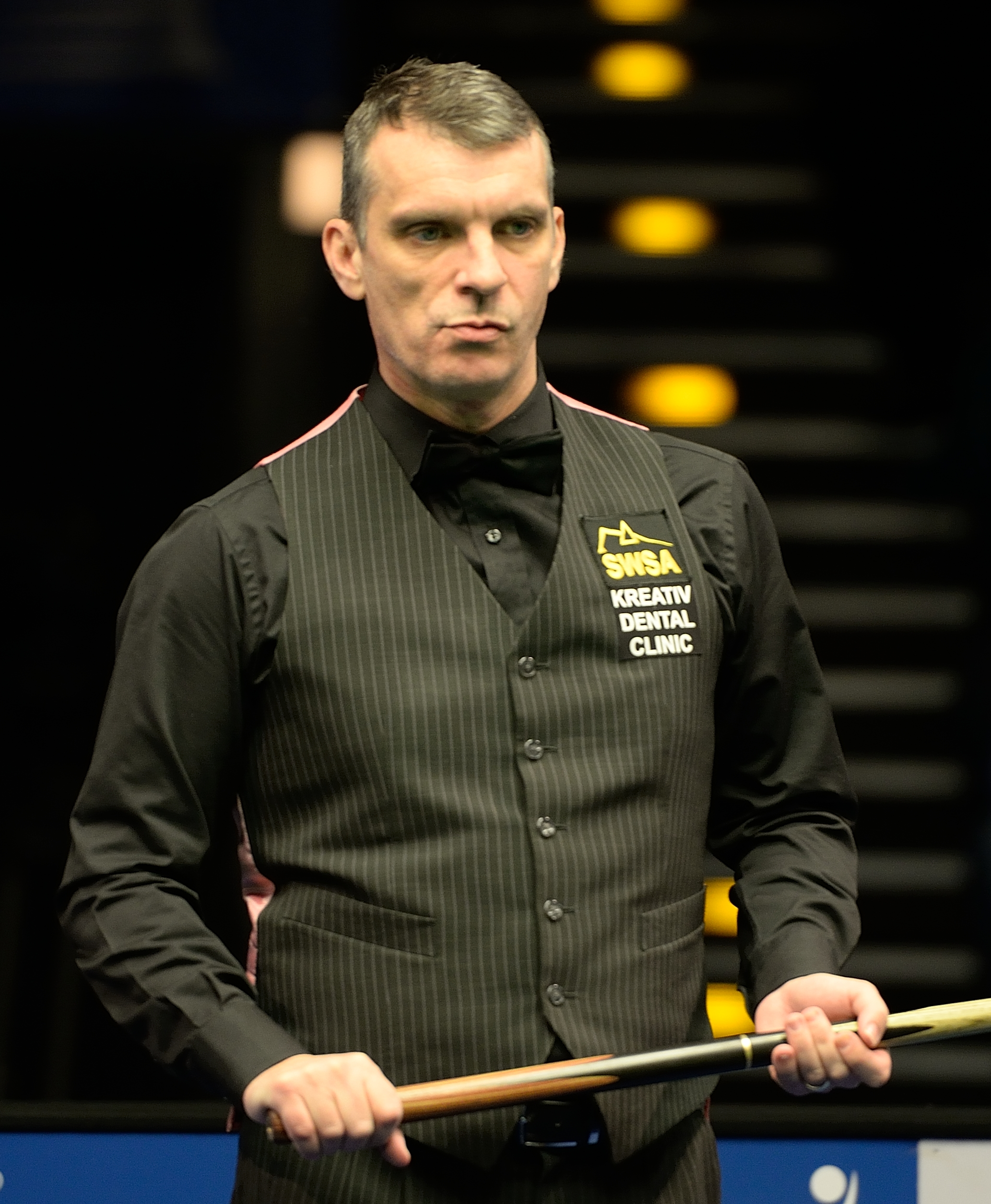
Mark Davis,
geboren in 1972

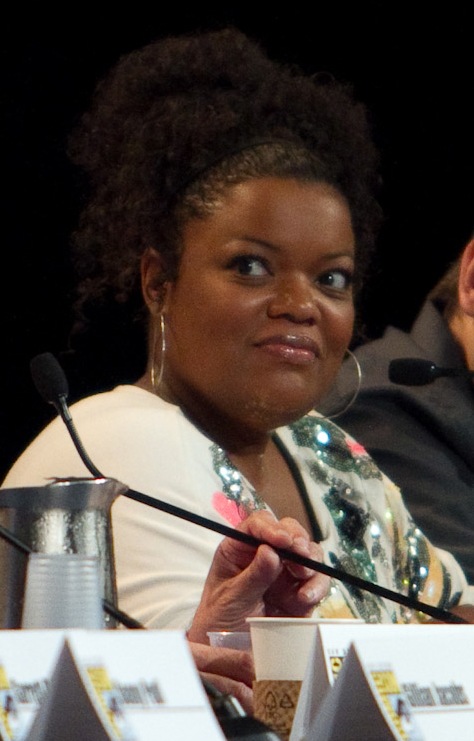
Yvette Nicole Brown,
geboren in 1973

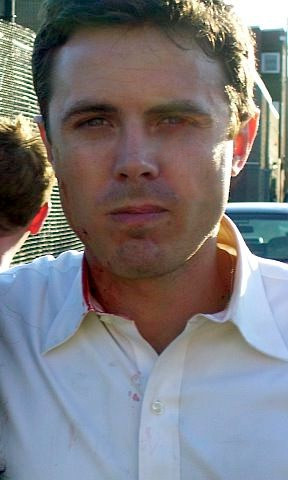
Casey Affleck,
geboren in 1975

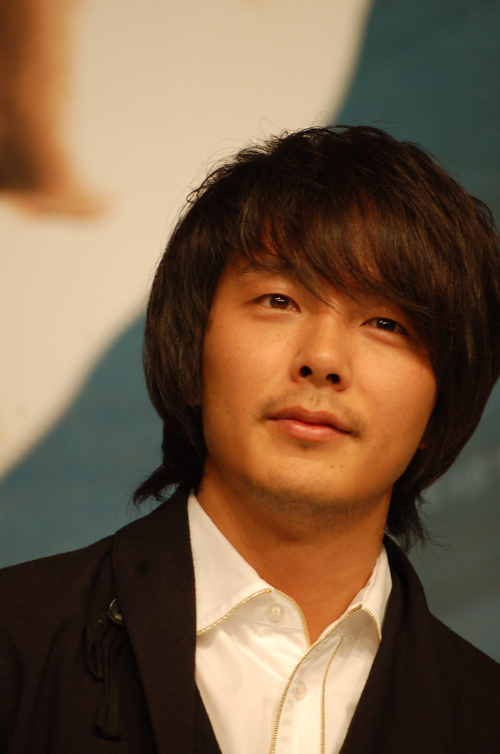
Park Yong-ha,
geboren in 1977

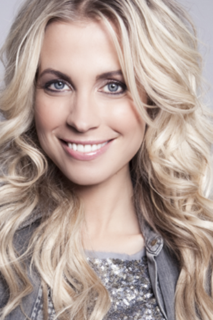
Vivian Reijs,
geboren in 1977

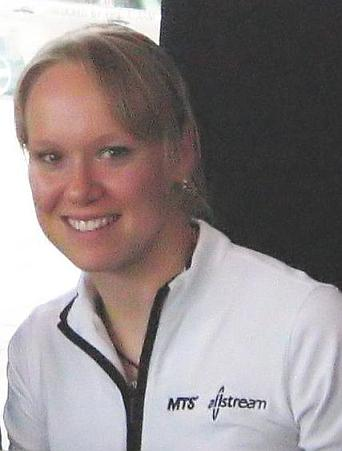
Cindy Klassen,
geboren in 1979

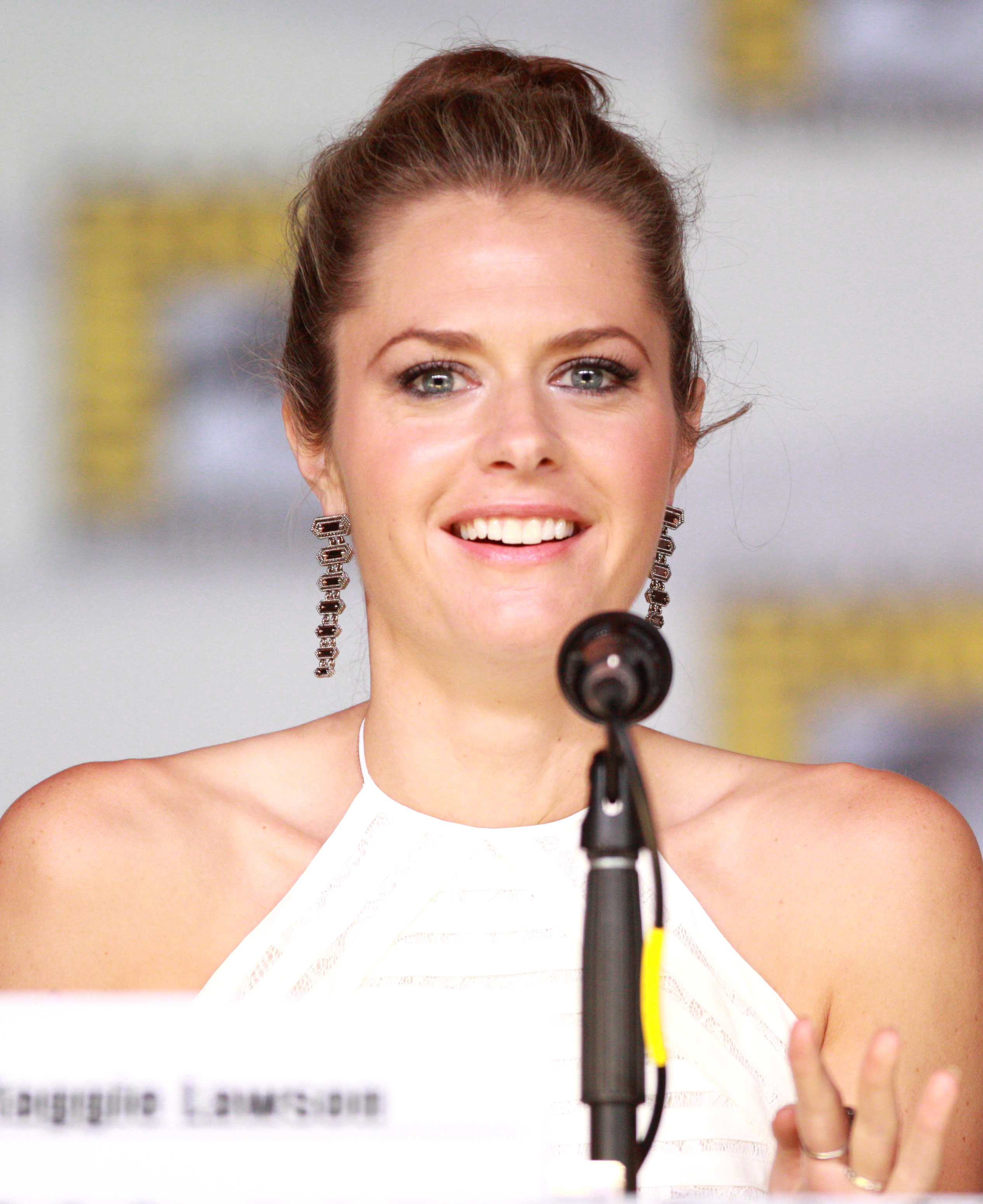
Maggie Lawson,
geboren in 1980

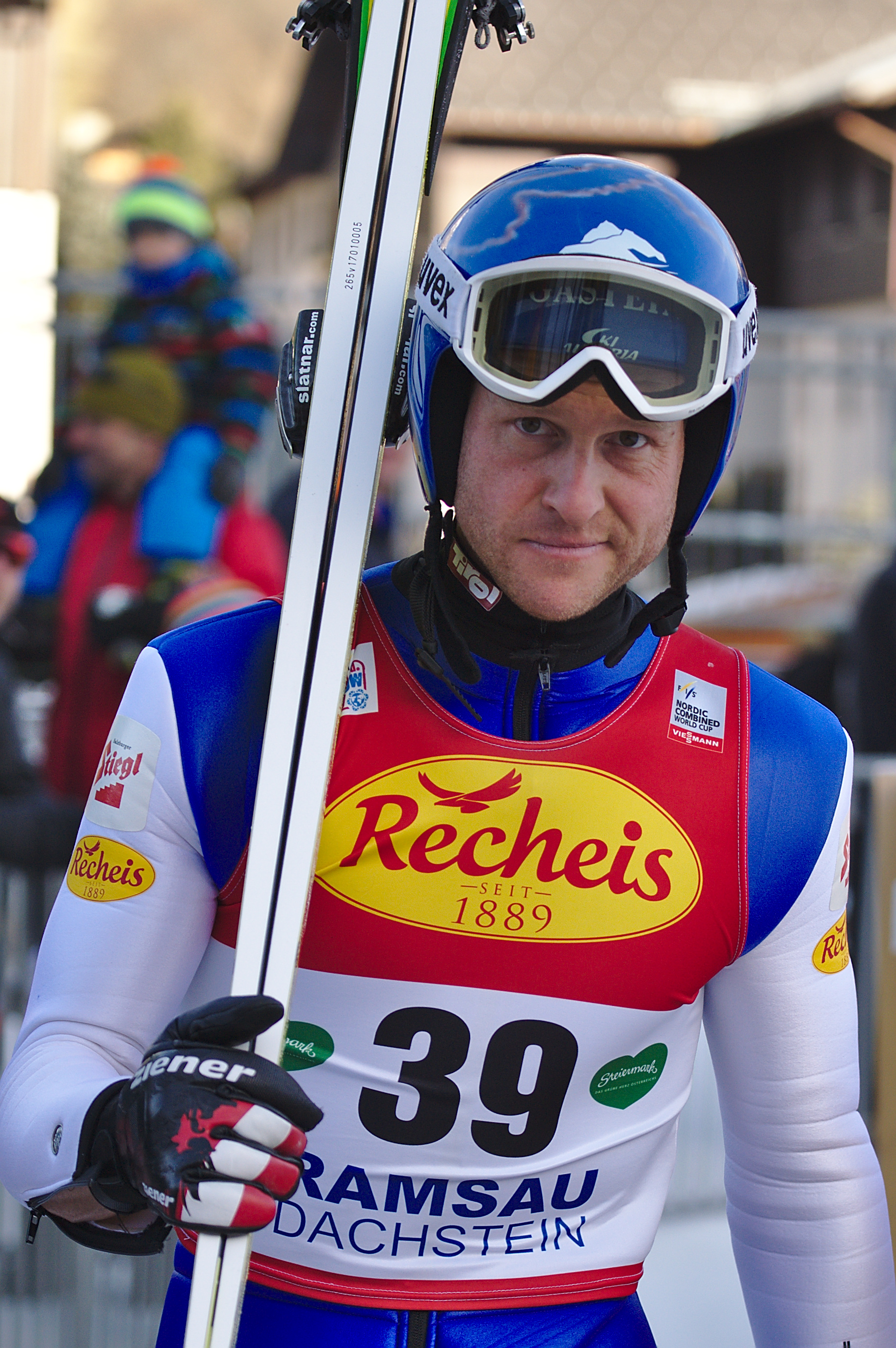
Bernhard Gruber,
geboren in 1982

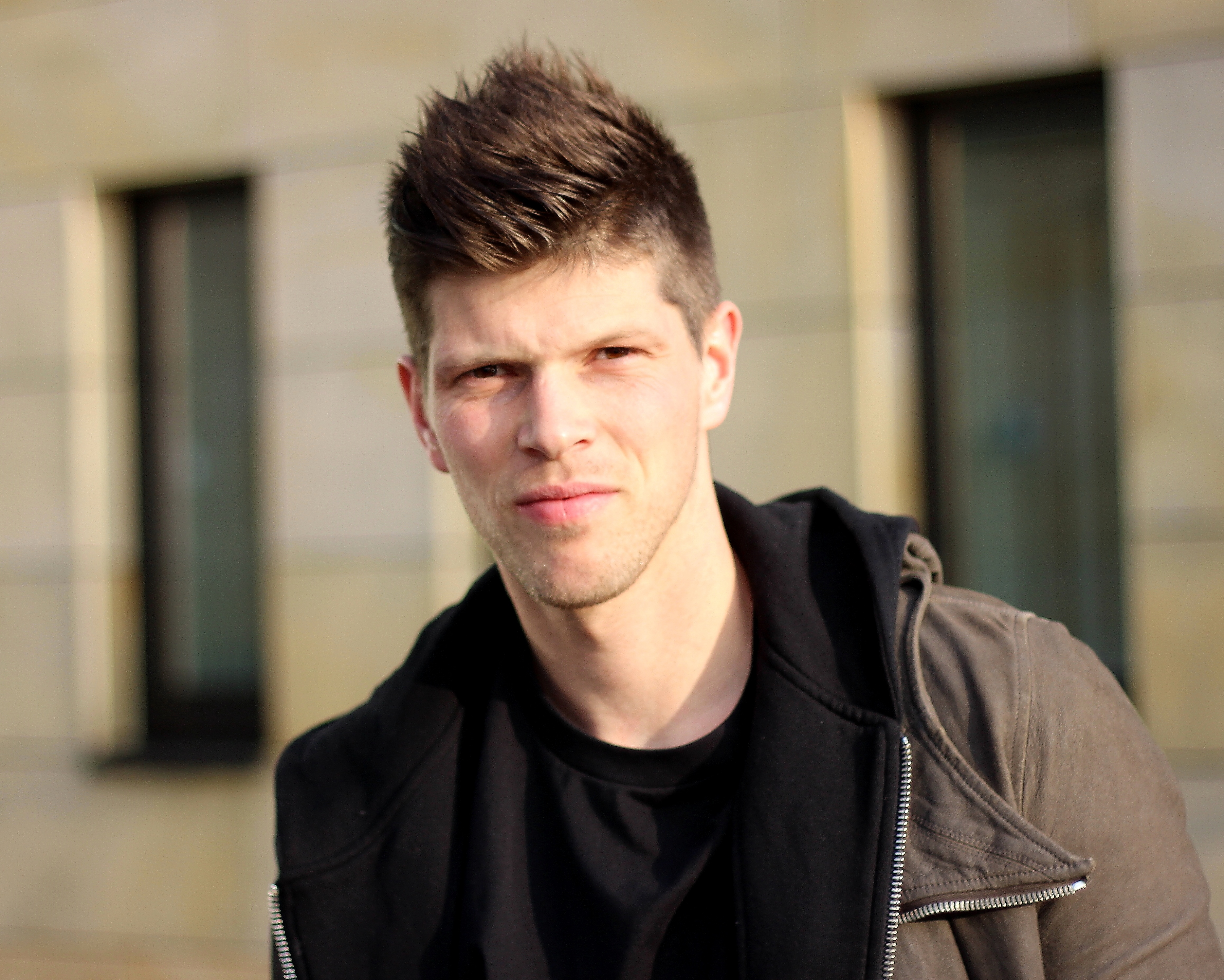
Klaas-Jan Huntelaar,
geboren in 1983

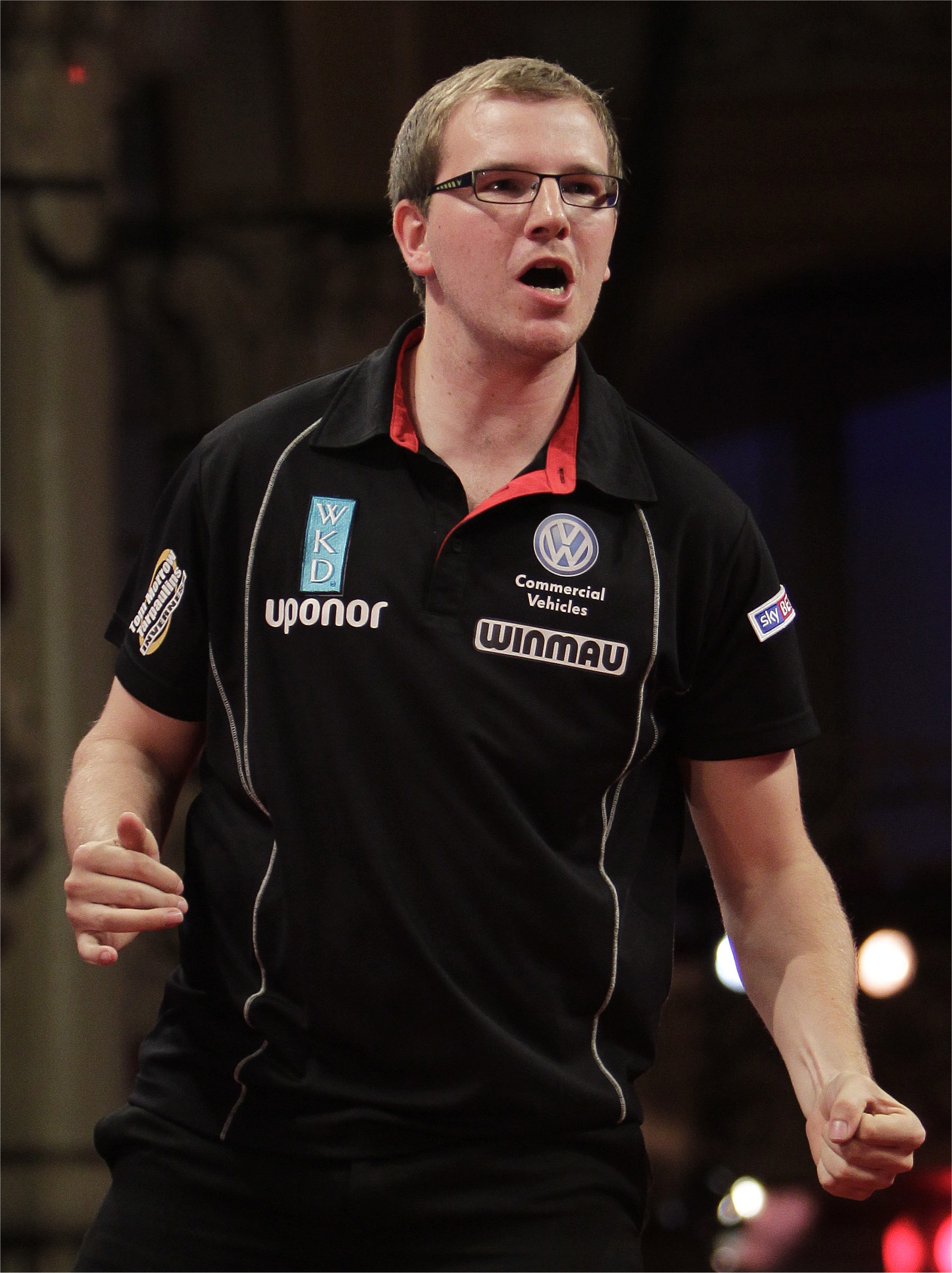
Mark Webster,
geboren in 1983

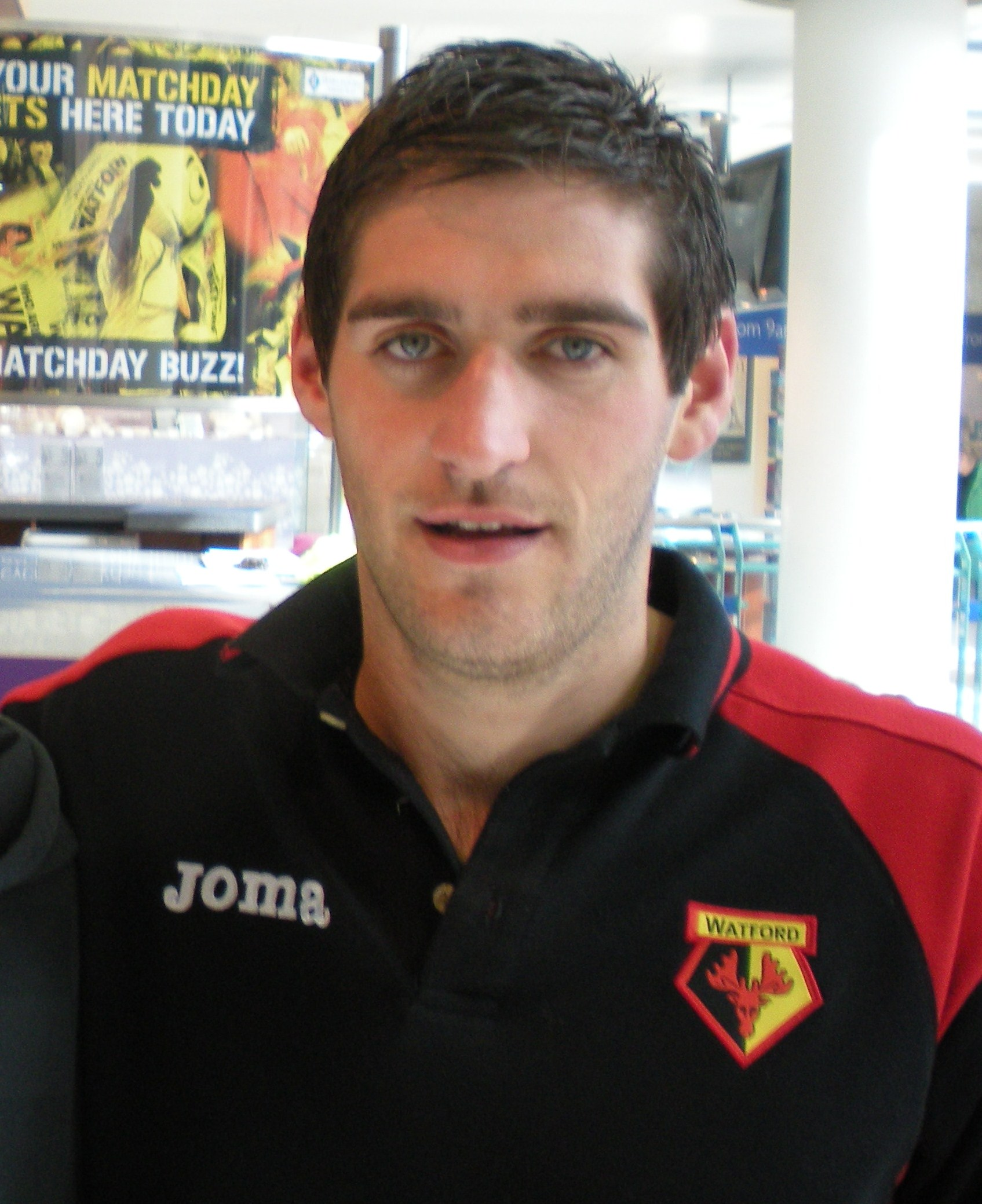
Danny Graham,
geboren in 1985

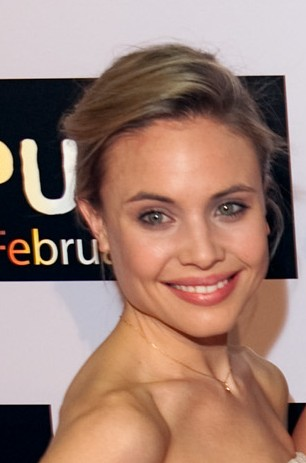
Leah Pipes,
geboren in 1988

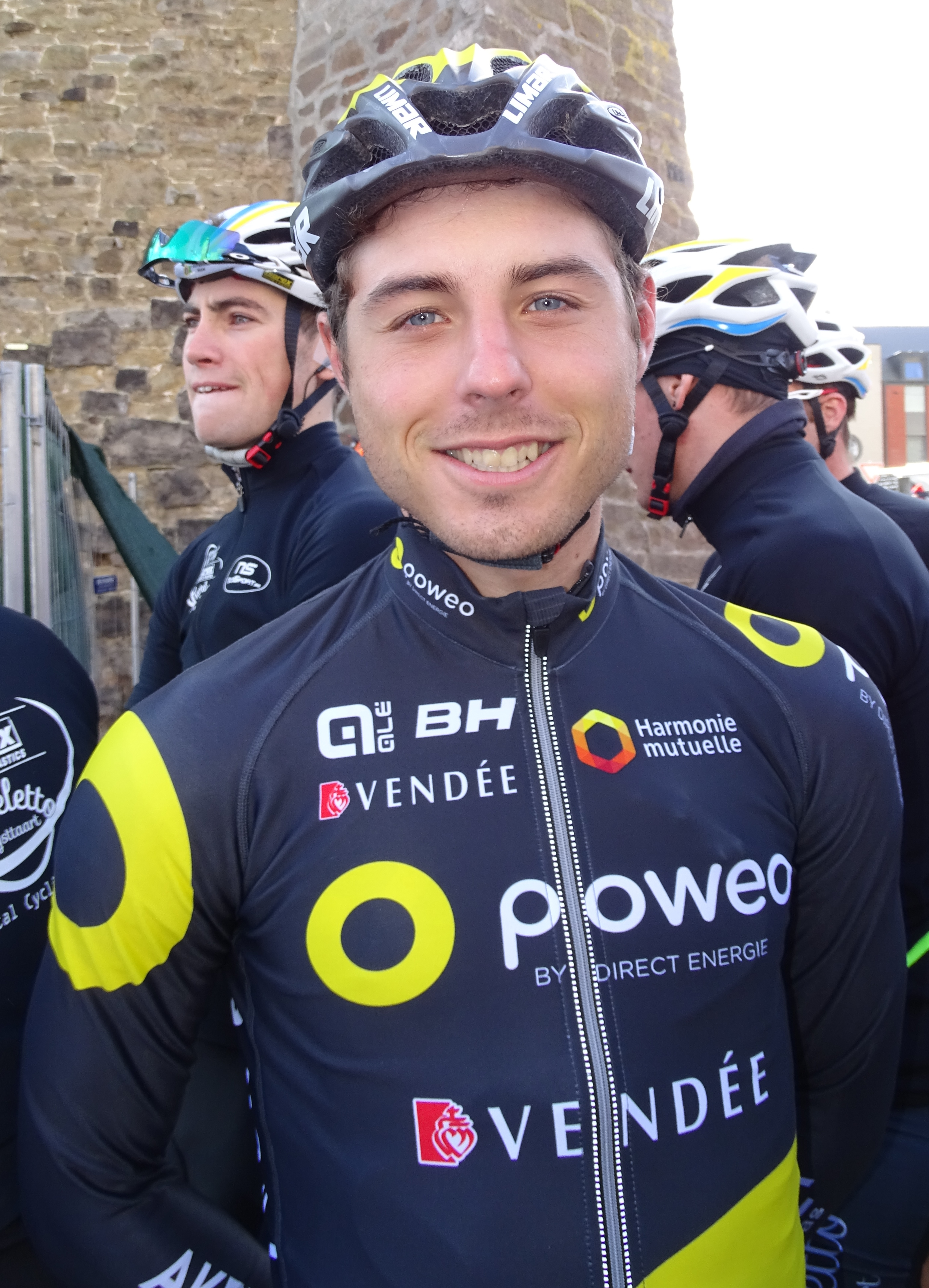
Romain Cardis,
geboren in 1992

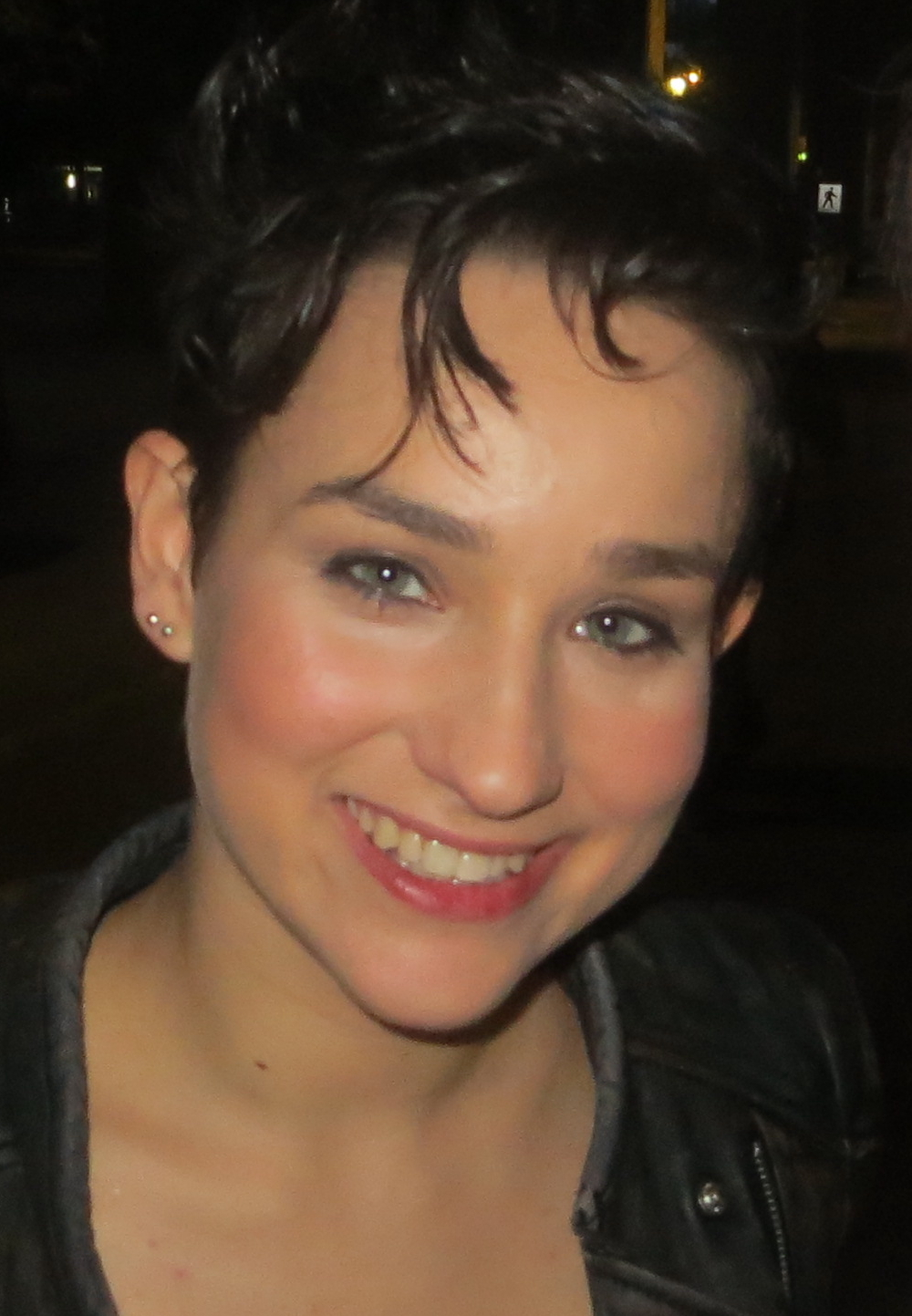
Bex Taylor-Klaus,
geboren in 1994

- 1503 - Christiaan III, koning van Denemarken en Noorwegen (overleden 1559)
- 1566 - Isabella van Spanje, landvoogdes van de Zuidelijke Nederlanden (overleden 1633)
- 1589 - Ulrich van Pommeren, Pommers hertog en bisschop (overleden 1622)
- 1591 - Louise Legras-de Marillac, Frans heilige (overleden 1660)
- 1621 - Albert Dorville, Zuid-Nederlands cartograaf en missionaris (overleden 1662)
- 1626 - Giovanni Legrenzi, Italiaans componist en dirigent (overleden 1690)
- 1644 - Heinrich Ignaz Franz Biber, Oostenrijks componist en violist (overleden 1704)
- 1665 - Magnus Stenbock, Zweeds veldmaarschalk (overleden 1717)
- 1666 - Odoardo Farnese, erfprins van Parma en Piacenza (overleden 1693)
- 1676 - Dorothea Frederika van Brandenburg-Ansbach, dochter van markgraaf Johan Frederik van Brandenburg-Ansbach (overleden 1731)
- 1681 - Vitus Bering, Deens ontdekkingsreiziger (overleden 1741)
- 1696 - Maurice Greene, Brits componist en organist (overleden 1755)
- 1704 - Carolina van Nassau-Saarbrücken, regentes van Palts-Zweibrücken (overleden 1774)
- 1722 - Karl Franz Lubert Haas, Duits historicus, theoloog, filosoof en kerkhistoricus (overleden 1789)
- 1737 - Antoine-Augustin Parmentier, Frans militair apotheker en agronoom (overleden 1813)
- 1740 - Jan Gerard Waldorp, Nederlands kunstschilder (overleden 1808)
- 1753 - Thomas Bewick, Engels houtgraveur en ornitholoog (overleden 1828)
- 1759 - Jacques Goethals-Vercruysse, Zuid-Nederlands historicus, textielindustrieel, kunstkenner en verzamelaar (overleden 1838)
- 1759 - Thomas Andrew Knight, Brits tuinder en botanicus (overleden 1838)
- 1762 - George IV, koning van Groot-Brittannië en Ierland (overleden 1830)
- 1769 - Johann Christian Martin Bartels, Duits wiskundige (overleden 1836)
- 1774 - Willem Hendrik Alexander Carel van Heeckeren van Kell, Nederlands politicus (overleden 1847)
- 1774 - Robert Southey, Engels dichter (overleden 1843)
- 1776 - David Erskine, 2e baron Erskine, Brits diplomaat en politicus (overleden 1855)
- 1779 - Hans van Rensburg, Afrikaans Voortrekker (overleden 1836)
- 1782 - Anton Joseph Lambert Borret, Nederlands advocaat en politicus (overleden 1858)
- 1789 - Karel-August Vervier, Belgisch politicus, letterkundige, orangist en vrijmetselaar (overleden 1872)
- 1790 - Petrus Nefors, Belgisch kunstschilder (overleden 1876)
- 1792 - Pieter van Akerlaken, Nederlands politicus (overleden 1862)
- 1792 - Herman Hubert van Lier, Nederlands jurist, notaris en burgemeester (overleden 1863)
- 1793 - Herman Hendrik Timotheus Coops, Nederlands viceadmiraal (overleden 1865)
- 1796 - Auguste de Favereau, Belgisch senator (overleden 1867)
- 1800 - Jean-Jacques Ampère, Frans historicus, filoloog en auteur (overleden 1864)
- 1805 - Johann Karl Rodbertus, Duits socialist (overleden 1875)
- 1807 - Bernhard Hirzel, Zwitsers geestelijke (overleden 1847)
- 1807 - Gerrit Willem van Zuylen van Nievelt, Nederlands burgemeester en gedeputeerde (overleden 1881)
- 1808 - Nicolaas de Gijselaar, Nederlands jurist en griffier van de Hoge Raad der Nederlanden (overleden 1893)
- 1814 - Emile Daminet, Belgisch politicus (overleden 1871)
- 1814 - Christiaan Bonifacius van der Tak, Nederlands stadsarchitect (overleden 1878)
- 1821 - Eduard Gerdes, Nederlands evangelist en jeugdboekenschrijver (overleden 1898)
- 1821 - Gerardus Everhardus Vos de Wael, Nederlands burgemeester en bankier (overleden 1889)
- 1822 - Abraham Nicolaas Godefroy, Nederlands architect (overleden 1899)
- 1823 - Louis Pavot, Belgisch architect (overleden 1895)
- 1831 - Helena Blavatsky, Duits/Russisch occultist, medium en auteur (overleden 1891)
- 1831 - Helena van Nassau (overleden 1888)
- 1834 - Ernest Nagelmackers, Belgisch senator (overleden 1905)
- 1836 - Jan Elias Nicolaas Schimmelpenninck van der Oye, Nederlands politicus (overleden 1914)
- 1841 - Francesco di Paola Cassetta, Italiaans geestelijke en kardinaal (overleden 1919)
- 1843 - Colmar von der Goltz, Pruisisch officier en militair historicus (overleden 1916)
- 1844 - Mohammed Ahmad ibn Abd Allah, Soedanees geestelijke en verzetsstrijder (overleden 1885)
- 1844 - Jacobus Roeland de Kruijff, Nederlands architect en beeldhouwer (overleden 1923)
- 1847 - Heinrich Ernst, Zwitsers leraar en politicus (overleden 1934)
- 1848 - Marcellus Emants, Nederlands schrijver (overleden 1923)
- 1849 - Abbott Handerson Thayer, Amerikaans kunstschilder (overleden 1921)
- 1850 - Paul Fredericq, Belgisch geschiedkundige (overleden 1920)
- 1851 - Albert Bettanier, Frans kunstschilder (overleden 1932)
- 1851 - Aloïs Boudry, Belgisch kunstschilder (overleden 1938)
- 1853 - Auguste Delbeke, Belgisch politicus (overleden 1921)
- 1854 - Alfred Gilbert, Brits beeldhouwer en goudsmid (overleden 1934)
- 1855 - Georg Sturm, Oostenrijks kunstschilder (overleden 1923)
- 1856 - Eduardo Dato, Spaans politicus (overleden 1921)
- 1858 - Alessandro Lualdi, Italiaans geestelijke en kardinaal (overleden 1927)
- 1860 - Klara Pölzl, moeder van Adolf Hitler (overleden 1907)
- 1861 - Franciscus Hexspoor, Nederlands handboogschutter (overleden 1931)
- 1861 - Ricardo Paras sr., Filipijns revolutionair en politicus (overleden 1938)
- 1864 - Kuno von Westarp, Duits politicus (overleden 1945)
- 1865 - Alfred Laboulle, Belgisch politicus (overleden 1947)
- 1866 - Jacinto Benavente, Spaans schrijver (overleden 1954)
- 1866 - Henrik Sillem, Nederlands jurist en sportschutter (overleden 1907)
- 1866 - Jacobus Albertus August Uilkens, Nederlands burgemeester (overleden 1939)
- 1869 - Carel Samuel Stokvis, Nederlands medicus (overleden 1930)
- 1870 - Karl Denke, Duits kannibaal en seriemoordenaar (overleden 1924)
- 1870 - Vladimir Poerisjkevitsj, Russisch politicus (overleden 1920)
- 1876 - Jaap Dooijewaard, Nederlands kunstschilder en tekenaar (overleden 1969)
- 1876 - Rodolfo Muller, Italiaans wielrenner (overleden 1947)
- 1876 - Paul Van De Perre, Belgisch notaris en politicus (overleden 1957)
- 1878 - Tony van Alphen, Nederlands kunstschilderes en tekenares (overleden 1910)
- 1878 - Georg Belwe, Duits typograaf, letterontwerper en leraar (overleden 1954)
- 1878 - Fekko Ebel Hajo Ebels, Nederlands politicus (overleden 1951)
- 1878 - Dirk Jan Heusinkveld, Nederlands architect (overleden 1960)
- 1878 - Ambrose McEvoy, Engels kunstschilder (overleden 1927)
- 1878 - Hermann Schmitz, Duits entomoloog, katholiek theoloog en leraar (overleden 1960)
- 1880 - Radclyffe Hall, Brits schrijfster (overleden 1943)
- 1881 - Cecil B. DeMille, Amerikaans filmregisseur en -producent (overleden 1959)
- 1881 - Václav Vačkář, Tsjechisch componist en dirigent (overleden 1954)
- 1882 - George Bellows, Amerikaans kunstschilder en lithograaf (overleden 1925)
- 1883 - Pauline Frederick, Amerikaans theater- en filmactrice (overleden 1938)
- 1883 - Jan Schouten, Nederlands politicus (overleden 1963)
- 1884 - Louis Bouwmeester jr., Nederlands acteur en theaterdirecteur (overleden 1931)
- 1884 - Fulco Ruffo di Calabria, Italiaans-Belgisch edelman (overleden 1946)
- 1885 - Herman van Hulten, Nederlands burgemeester (overleden 1979)
- 1885 - Henry Pridham-Wippell, Brits admiraal (overleden 1952)
- 1886 - George David Eduard Johan Hotz, Nederlands verzetsstrijder (overleden 1964)
- 1886 - Engelbert Röntgen, Nederlands cellist (overleden 1958)
- 1887 - Italo Gismondi, Italiaans archeoloog (overleden 1974)
- 1887 - Erwin Schrödinger, Oostenrijks natuurkundige (overleden 1961)
- 1888 - Axel van Denemarken, Deens prins (overleden 1964)
- 1888 - Willem Vogt, Nederlands omroeppionier (AVRO) (overleden 1973)
- 1889 - Luis Miguel Sánchez Cerro, president van Peru (overleden 1933)
- 1889 - Isidore Vignol, Belgisch atleet (overleden ?)
- 1890 - Jan Coenraad Nachenius, Nederlands kunstschilder, graficus, etser en nationaalsocialistisch rassen- en kunsttheoreticus (overleden 1987)
- 1890 - Arthur Wauters, Belgisch politicus (overleden 1960)
- 1891 - Jaap Kunst, Nederlands etnomusicoloog (overleden 1960)
- 1891 - John McDermott, Amerikaans golfer (overleden 1971)
- 1891 - Jean Vanderghote, Belgisch politicus (overleden 1953)
- 1892 - K.A. Nilakanta Sastri, Indiaas onderwijzer en theosoof (overleden 1975)
- 1894 - Albert Leo Schlageter, Duits vrijkorpslid en verzetsstrijder (overleden 1923)
- 1894 - Hermann Teuber, Duits kunstschilder en graficus (overleden 1985)
- 1895 - Hermanus Joannes Josephus Maria van Straelen, Nederlands hoofdlegeraalmoezenier (overleden 1978)
- 1896 - Achilles Mussche, Belgisch dichter, essayist en (toneel)schrijver (overleden 1974)
- 1897 - Josep Moreno Gans, Spaans componist (overleden 1976)
- 1898 - Karl Auer, Duits voetballer (overleden 1945)
- 1898 - Hendrik Christiaan van de Leur, Nederlands architect (overleden 1994)
- 1899 - Nola Hatterman, Nederlands actrice, kunstschilder en boekbandontwerper (overleden 1984)
- 1899 - Adele de Leeuw, Amerikaans/Nederlands kinderboekenschrijver (overleden 1988)
- 1900 - Martha Belinfante-Dekker, Nederlands componiste en schrijfster (overleden 1989)
- 1902 - Mohammed Hatta, Indonesisch premier (overleden 1980)
- 1903 - Mario Nasalli Rocca di Corneliano, Italiaans curiekardinaal (overleden 1988)
- 1904 - Adolf Blitz, Nederlands kunstschilder en boekbandontwerper (overleden 1943)
- 1904 - Christine Boumeester, Nederlands beeldend kunstenares (overleden 1971)
- 1904 - Tamás Lossonczy, Hongaars kunstschilder (overleden 2009)
- 1904 - Aleksej Nikolajevitsj van Rusland (overleden 1918)
- 1905 - Hans Urs von Balthasar, Zwitsers theoloog (overleden 1988)
- 1905 - Joan Remmelts, Nederlands acteur (overleden 1987)
- 1906 - Harry Hopman, Australisch tennisser (overleden 1985)
- 1906 - Camille Laurens, Frans politicus (overleden 1979)
- 1907 - Léontine Stevens, Belgisch atlete (overleden 1998)
- 1907 - Miguel Torga, Portuges schrijver en poëet (overleden 1995)
- 1908 - Désiré De Swaef, Belgisch kanunnik (overleden 1988)
- 1908 - Barend van der Veen, Nederlands kortebaanschaatser (overleden 1984)
- 1909 - Kazimierz Żurowski, Pools archeoloog (overleden 1987)
- 1909 - Albert Bruce Matthews, Canadees militair (overleden 1991)
- 1909 - Tjalling Aedo Johan Willem Schorer, Nederlands jurist en politicus (overleden 1988)
- 1909 - Franz Six, Duits SS'er (overleden 1975)
- 1909 - Zoltán Szathmáry, Oostenrijks-Hongaars kunstschilder, graficus en boekbandontwerper (overleden 1975)
- 1910 - Jane Wyatt, Amerikaans actrice (overleden 2006)
- 1911 - Mario Moreno Reyes (Cantinflas), Mexicaans komiek, toneelspeler, acteur, zanger en producent (overleden 1993)
- 1911 - Raymond Richard, Frans componist en dirigent (overleden ??)
- 1912 - Bernhard Baier, Duits waterpolospeler (overleden 2003)
- 1912 - Wilhelm Baumann, Duits handballer (overleden 1990)
- 1912 - Samuel Fuller, Amerikaans regisseur, scenarioschrijver en acteur (overleden 1997)
- 1912 - Otto Siffling, Duits voetballer (overleden 1939)
- 1913 - Georg Bachmayer, Duits oorlogsmisdadiger (overleden 1945)
- 1913 - Aleksandr Kotov, Russisch schaker (overleden 1981)
- 1913 - Zezé Procópio, Braziliaans voetballer (overleden 1980)
- 1914 - Kléber Dadjo, Togolees militair (overleden 1989)
- 1914 - Roger Pilloy, Belgisch senator (overleden 2001)
- 1914 - Hans Theilig, Duits handballer (overleden 1976)
- 1915 - Bill Boyd, Amerikaans autocoureur (overleden 1984)
- 1915 - Michael Kidd, Amerikaans choreograaf, regisseur, danser en acteur (overleden 2007)
- 1916 - Henk Welling, Nederlands burgemeester (overleden 2002)
- 1917 - Herman van der Heide, Nederlands beeldhouwer (overleden 1998)
- 1918 - Guy Gibson, Brits bombardementspiloot (overleden 1944)
- 1918 - Henk de Hoog, Nederlands wielrenner (overleden 1973)
- 1918 - Michael Minsky, Russisch zanger (overleden 1988)
- 1919 - Margaret Burbidge, Engels-Amerikaans astrofysica (overleden 2020)
- 1919 - Wiesław Kielar, Pools auteur, filmmaker en oorlogsgevangene (overleden 1990)
- 1919 - Shorty Templeman, Amerikaans autocoureur (overleden 1962)
- 1920 - Olympe Bradna, Frans danseres en actrice (overleden 2012)
- 1920 - Frans Fritschy, Nederlands beeldhouwer (overleden 2010)
- 1921 - Jean Goffart, Belgisch senator (overleden 1993)
- 1922 - Miloš Jakeš, Tsjecho-Slowaaks communistisch politicus (overleden 2020)
- 1922 - André Kloos, Nederlands politicus, vakbondsbestuurder en omroepvoorzitter (overleden 1989)
- 1922 - Fé Sciarone, Nederlands hoorspelactrice (overleden 2014)
- 1923 - Jef Courtens, Nederlands beeldhouwer (overleden 2009)
- 1924 - Hilbrand Baar, Nederlands verzetsstrijder (overleden 1945)
- 1924 - Hajo Meyer, Nederlands natuurkundige en politiek activist (overleden 2014)
- 1924 - Jean Nicolas, Belgisch politicus (overleden 2014)
- 1924 - Mohammed Zia-ul-Haq, Pakistaans generaal en politicus (overleden 1988)
- 1925 - Guillermo Cano Isaza, Colombiaans journalist (overleden 1986)
- 1925 - Earl Coleman, Amerikaans jazzzanger (overleden 1995)
- 1925 - Lucien Konter, Luxemburgs voetballer (overleden 1990)
- 1925 - Norris McWhirter, Brits auteur, politiek activist en televisiepresentator (overleden 2004)
- 1926 - Hortense Clews, Belgisch verzetsstrijdster in de Tweede Wereldoorlog (overleden 2006)
- 1926 - John Derek, Amerikaans acteur, filmregisseur en fotograaf (overleden 1998)
- 1926 - Paul Suter, Zwitsers beeldhouwer (overleden 2009)
- 1927 - Porter Wagoner, Amerikaans countryzanger (overleden 2007)
- 1928 - Maureen Colquhoun, Brits Labourpolitica (overleden 2021)
- 1928 - Fatima Meer, Zuid-Afrikaans (scenario)schrijfster en anti-apartheidactiviste (overleden 2010)
- 1928 - Marita van der Poest Clement, Nederlands schilderes, etsster en beeldhouwster
- 1929 - Juul van de Kolk, Nederlands beeldend kunstenaar (overleden 2018)
- 1929 - Charles Moore, Amerikaans atleet (overleden 2020)
- 1929 - Buck Owens, Amerikaans countryzanger (overleden 2006)
- 1929 - José de la Vega Sánchez, Spaans componist en dirigent (overleden 2010)
- 1929 - Joji Yuasa, Japans componist en muziekpedagoog (overleden 2024)
- 1930 - George Soros, Hongaars/Amerikaans zakenman/filantroop
- 1930 - Jacques Tits, Belgisch/Frans wiskundige en Abelprijswinnaar (overleden 2021)
- 1930 - Peter Weck, Oostenrijks acteur, regisseur, theaterleider en -producent
- 1931 - William Goldman, Amerikaans (scenario)schrijver (overleden 2018)
- 1932 - Julien Desseyn, Belgisch volksvertegenwoordiger en burgemeester
- 1932 - Jean Gainche, Frans wielrenner
- 1932 - Hans Henrik Brydensholt, Deens jurist
- 1932 - Nico Verlaan, Nederlands politicus
- 1933 - Anita Gradin, Zweeds journaliste, diplomate en (euro)politica (overleden 2022)
- 1933 - Parnelli Jones, Amerikaans autocoureur en teameigenaar (overleden 2024)
- 1933 - Floris Maljers, Nederlands bestuurder en topfunctionaris (overleden 2022)
- 1933 - Gurdev Singh, Indiaas hockeyer (overleden 2024)
- 1935 - John Cazale, Amerikaans film- en toneelacteur (overleden 1978)
- 1935 - Wim Gerritsen, Nederlands literatuurhistoricus (overleden 2019)
- 1935 - Harry Kupfer, Duits operaregisseur (overleden 2019)
- 1935 - Gerard Meijer, Nederlands voetbalverzorger, -masseur en clubicoon
- 1935 - Ján Popluhár, Slowaaks voetballer (overleden 2011)
- 1935 - Leigh Van Valen, Amerikaans bioloog (overleden 2010)
- 1935 - Anna Verwey, Nederlands textielkunstenaar (overleden 1980)
- 1936 - Margot Eskens, Duits schlagerzangeres (overleden 2022)
- 1936 - Horst Haecks, Duits voetballer (overleden 2010)
- 1936 - Jaap Mansfeld, Nederlands classicus en vertaler
- 1936 - John Poindexter, Amerikaans marine-officier en ambtenaar
- 1937 - Herman De Croo, Belgisch politicus
- 1938 - Paul Craft, Amerikaans zanger en songwriter (overleden 2014)
- 1938 - David Laidler, Canadees econoom
- 1938 - Hans Pont, Nederlands vakbondsbestuurder (overleden 2017)
- 1938 - Huguette Tourangeau, Frans/Canadees mezzosopraan (overleden 2018)
- 1939 - Gon Buurman, Nederlands fotografe (overleden 2023)
- 1939 - George Hamilton, Amerikaans acteur
- 1939 - Claus Wilcke, Duits acteur en synchroonspreker
- 1942 - Koji Funamoto, Japans voetballer
- 1942 - Kostas Karydas, Grieks alpineskiester
- 1942 - Fik Meijer, Nederlands oudhistoricus
- 1942 - Hans-Wilhelm Müller-Wohlfahrt, Duits orthopedist en sportarts
- 1942 - Martin Seligman, Amerikaans psycholoog en schrijver
- 1942 - John Stillwell, Australisch wiskundige
- 1943 - Anne Cools, Canadees politica
- 1943 - Kees Duijvestein, Nederlands emeritus-hoogleraar en ingenieur
- 1943 - Loet Geutjes, Nederlands waterpolospeler en zwemcoach
- 1943 - Jean-Pierre Talbot, Belgisch acteur
- 1943 - Meint Zuiderveen, Nederlands politicus (overleden 1981)
- 1944 - Francesco Morini, Italiaans voetballer (overleden 2021)
- 1944 - Leo Raats, Nederlands voetballer (overleden 1969)
- 1944 - Bruce Solomon, Amerikaans acteur
- 1944 - Fred Stuger, Nederlands saxofonist
- 1945 - Daniel Borrey, Belgisch atleet (overleden 2003)
- 1945 - Piet Giesen, Nederlands voetballer
- 1945 - Jean Nouvel, Frans architect
- 1945 - Joop van Maurik, Nederlands voetballer
- 1945 - Alfredo Obberti, Argentijns voetballer (overleden 2021)
- 1945 - Ron Mael, Amerikaans componist en musicus
- 1947 - Stefano Benni, Italiaans schrijver
- 1948 - Hannah de Leeuwe, Nederlands actrice
- 1949 - Fernando Collor, Braziliaans politicus
- 1949 - Mark Knopfler, Brits gitarist en zanger (Dire Straits)
- 1950 - Jim Beaver, Amerikaans acteur, scenarioschrijver, filmproducent, auteur en toneelschrijver
- 1950 - Iris Berben, Duits actrice
- 1950 - Heikelien Verrijn Stuart, Nederlands journaliste, rechtsgeleerde en schrijfster
- 1951 - Charles Brady, Amerikaans ruimtevaarder (overleden 2003)
- 1952 - Roos Blaauboer, Nederlands actrice
- 1952 - Ronald Guttman, Belgisch/Amerikaans acteur en filmproducent
- 1952 - Chen Kaige, Chinees regisseur en acteur
- 1952 - Michael Manicardi, Brits-Nederlands acteur, schrijver en theatermaker
- 1952 - Mieke Offeciers-Van De Wiele, Belgisch minister
- 1952 - Apollonia van Ravenstein, Nederlands actrice en fotomodel
- 1953 - Rolland Courbis, Frans voetballer en voetbaltrainer
- 1953 - Carlos Mesa, Boliviaans president
- 1954 - Ray Abruzzo, Italiaans/Amerikaans acteur
- 1954 - François Hollande, Frans president
- 1954 - Moniek Kramer, Nederlands actrice en scenarioschrijver
- 1954 - Pat Metheny, Amerikaans jazzgitarist
- 1954 - Dick Verhoeven, Nederlands burgemeester (overleden 2022)
- 1955 - Marc Descheemaecker, Belgisch manager
- 1955 - Maurice Heerdink, Nederlands schilder
- 1955 - Dietmar Schauerhammer, (Oost-)Duits bobsleeremmer
- 1955 - Hein Simons (Heintje), Nederlands zanger
- 1956 - Bruce Greenwood, Canadees acteur
- 1956 - Dirk Robbeets, Belgisch politicus
- 1957 - Amanda Redman, Engels actrice
- 1957 - Frans de Wit, Nederlands acteur
- 1958 - Brigitte De Pauw, Belgisch politica
- 1958 - Valerie Landsburg, Amerikaans actrice, scenarioschrijfster, televisieproducente, televisieregisseuse, zangeres en songwriter
- 1958 - Fouad Laroui, Nederlands auteur, universitair docent en econometrist
- 1959 - Mike Hopkins, Nieuw-Zeelands geluidsman (overleden 2012)
- 1959 - Mladen Pikulic, Nederlands fotograaf
- 1960 - Ryan van den Akker, Nederlands musical- en stemactrice
- 1960 - Laurent Fignon, Frans wielrenner (overleden 2010)
- 1960 - Mark van der Kallen, Nederlands zakenman
- 1960 - Marc Reugebrink, Nederlands dichter, essayist en schrijver
- 1960 - Jos Vos, Belgisch schrijver, anglist/neerlandicus en japanoloog
- 1961 - Gottardo Gottardi, Zwitsers schaker
- 1961 - Kevin Young, Engels voetballer
- 1962 - Herman van den Eerenbeemt, Nederlands roeier
- 1962 - Juan Jairo Galeano, Colombiaans voetballer
- 1962 - Shigetatsu Matsunaga, Japans voetballer
- 1963 - Justin Hobday, Zuid-Afrikaans golfer
- 1963 - Anthony Ray (Sir Mix-a-Lot), Amerikaans zanger
- 1963 - Rudi Smidts, Belgisch voetballer en voetbalcoach
- 1964 - Txiki Begiristain, Spaans voetballer
- 1964 - Chakim Foezajlov, Tadzjieks voetballer en trainer
- 1964 - Gotsja Gogritsjiani, Georgisch voetballer en voetbalcoach
- 1965 - Conny van Bentum, Nederlands zwemster
- 1965 - Laurence Boissier, Zwitsers schrijfster en kunstenares (overleden 2022)
- 1965 - Peter Krause, Amerikaans acteur
- 1965 - Kathrine Narducci, Amerikaans actrice
- 1966 - Peter Barendse, Nederlands voetballer
- 1966 - José Miguel Campos Rodriguez, Spaans voetballer
- 1966 - Daniel Simmes, Duits voetballer
- 1967 - Emil Kostadinov, Bulgaars voetballer
- 1967 - Brent Sexton, Amerikaans acteur
- 1967 - Regilio Tuur, Surinaams/Nederlands bokser
- 1967 - Mike Verstraeten, Belgisch voetballer
- 1968 - Edwin Diergaarde, Nederlands radio-dj
- 1968 - Moritz Ebinger, Zwitsers kunstenaar
- 1968 - Jan van Raalte, Nederlands voetballer en voetbalcoach
- 1968 - JW Roy, Nederlands singer-songwriter
- 1968 - Kumiko Takeda, Japans fotomodel
- 1969 - Eva Brems, Belgisch politicus
- 1969 - Radjin de Haan, Surinaams/Nederlands voetballer
- 1969 - Katherine Kendall, Amerikaans actrice
- 1969 - Aga Muhlach, Filipijns acteur en reclamemodel
- 1969 - Tanita Tikaram, Brits zangeres
- 1970 - Darko Butorović, Kroatisch voetballer
- 1970 - Frank Deville, Luxemburgs voetballer
- 1970 - Christine Hocq, Frans triatlete
- 1970 - Fumitake Miura, Japans voetballer
- 1970 - Jan Vervloet, Belgisch producer, liedjesschrijver en dj
- 1971 - Sjota Abchazava, Georgisch autocoureur en zakenman
- 1971 - Svetlana Bondarenko, Oekraïens zwemster
- 1971 - Rebecca Gayheart, Amerikaans actrice
- 1971 - Wibo Koggel, Nederlands voetballer
- 1971 - Donald Miller, Amerikaans auteur
- 1971 - Diana van der Plaats, Nederlands zwemster
- 1971 - Pete Sampras, Amerikaans tennisser
- 1971 - Marc Streel, Belgisch wielrenner
- 1971 - Marcelo Vega, Chileens voetballer
- 1971 - Ron Whittaker, Amerikaans golfer
- 1972 - Jonathan Coachman, Amerikaans cocommentator en presentator
- 1972 - Mark Davis, Engels snookerspeler
- 1972 - Teren Delvon Jones (Del tha Funkee Homosapien), Amerikaans rapper
- 1972 - Mark Kinsella, Iers voetballer
- 1972 - Takanohana Koji, Japans sumoworstelaar
- 1972 - Paolo Orlandoni, Italiaans voetballer
- 1972 - Dimitri Reinderman, Nederlands schaker
- 1972 - Toshihiro Uchida, Japans voetballer
- 1973 - Muqtada al-Sadr, Iraaks politicus
- 1973 - Joseba Beloki, Spaans wielrenner
- 1973 - Yvette Nicole Brown, Amerikaans actrice
- 1973 - Amir El Falaki, Deens zanger
- 1973 - Gregory Gustina, Nederlands honkballer
- 1973 - Mark Iuliano, Italiaans voetballer
- 1973 - Vanessa Matz, Belgisch politica
- 1973 - Shigeru Morioka, Japans voetballer
- 1973 - Richard Reid, Brits/Jamaicaans terrorist
- 1974 - Joel Brutus, Haïtiaans judoka
- 1974 - Jason deCaires Taylor, Brits beeldhouwer
- 1974 - Edwin van Haastert, Nederlands schaker
- 1974 - Anatoli Krasjeninin, Kazachs langebaanschaatser
- 1975 - Casey Affleck, Amerikaans acteur
- 1975 - Steven Elm, Canadees langebaanschaatser
- 1975 - Yasuko Hashimoto, Japans atlete
- 1975 - Patrick Joswig, Duits acteur
- 1975 - Helga Van der Heyden, Belgisch actrice
- 1976 - Mikko Lindström, Fins gitarist en zanger
- 1976 - Stuart MacRae, Brits componist
- 1976 - Joseph Poole (Wednesday 13), Amerikaans zanger
- 1977 - Ridouane Chahid, Belgisch politicus
- 1977 - Jesper Grønkjær, Deens voetballer
- 1977 - Iva Majoli, Kroatisch tennisster
- 1977 - Park Yong-ha, Zuid-Koreaans zanger en acteur (overleden 2010)
- 1977 - Vivian Reijs, Nederlands presentatrice en schrijfster
- 1978 - Jesse Mahieu, Nederlands hockeyer
- 1978 - Marc Peters, Nederlands voetballer
- 1978 - Wieneke Remmers, Nederlands musicalactrice en regisseuse
- 1978 - Raphael Supusepa, Nederlands voetballer
- 1978 - Hayley Wickenheiser, Canadees ijshockeyspeelster en softbalster
- 1979 - Sven Breugelmans, Belgisch motorcrosser
- 1979 - Cindy Klassen, Canadees schaatsster
- 1979 - Tomoyoshi Ono, Japans voetballer
- 1979 - Austra Skujytė, Litouws atlete
- 1980 - Javier Chevantón, Uruguayaans voetballer
- 1980 - Maggie Lawson, Amerikaans actrice
- 1980 - Daniel Rooseboom de Vries, Nederlands freestyle voetballer
- 1980 - Dominique Swain, Amerikaans actrice
- 1980 - Matthew Thiessen, Canadees/Amerikaans zanger
- 1981 - Djibril Cissé, Frans voetballer
- 1981 - Nick Hoekstra, Nederlands voetballer
- 1981 - Jacek Kowalczyk, Pools voetballer
- 1981 - Takuya Nozawa, Japans voetballer
- 1981 - Jens Renders, Belgisch wielrenner
- 1981 - Sven Renders, Belgisch wielrenner
- 1981 - Roy de Ruiter, Nederlands militair
- 1981 - Steve Talley, Amerikaans acteur
- 1981 - Ivan Tedesco, Amerikaans motorcrosser
- 1982 - Tadesse Abraham, Eritrees/Zwitsers atleet
- 1982 - Jessica Belder, Nederlands boksster
- 1982 - Saïd Boutahar, Nederlands voetballer
- 1982 - Boban Grnčarov, Macedonisch voetballer
- 1982 - Bernhard Gruber, Oostenrijks noordse combinatieskiër
- 1982 - Alexandros Tzorvas, Grieks voetballer
- 1982 - Joselito Vaca, Boliviaans voetballer
- 1982 - Even Wetten, Noors schaatser
- 1983 - Cindy Bell, Nederlands model, zangeres en (musical)actrice
- 1983 - Jean Carlos Dondé, Braziliaans voetballer
- 1983 - Klaas-Jan Huntelaar, Nederlands voetballer
- 1983 - Giacomace de Souza Freitas (Kléber), Braziliaans voetballer
- 1983 - Jan-Marco Montag, Duits hockeyer
- 1983 - Madeleine Sandig, Duits wielrenster
- 1983 - Meryem Uzerli, Turks/Duits actrice
- 1983 - Mark Webster, Welsh darter
- 1984 - Johan Borger, Nederlands singer-songwriter en multi-instrumentalist
- 1984 - Uênia Fernandes, Braziliaans wielrenster
- 1984 - Arne Hassink, Nederlands wielrenner
- 1984 - Kateřina Novotná, Tsjechisch schaatsster
- 1984 - Sherone Simpson, Jamaicaans atlete
- 1985 - Bente Becker, Nederlands politica
- 1985 - Alexis Copello, Cubaans/Azerbeidzjaans atleet
- 1985 - Danny Graham, Engels voetballer
- 1985 - Urs Huber, Zwitsers mountainbiker
- 1986 - Fabio Francolini, Italiaans skeeleraar en schaatser
- 1986 - Kim Kun-hoan, Zuid-Koreaans voetballer
- 1986 - Juan de Dios Prados López, Spaans voetballer
- 1987 - Dean Cox, Engels voetballer
- 1987 - Regilio Jacobs, Nederlands voetballer
- 1987 - Katie Leung, Brits actrice
- 1988 - Tyson Fury, Brits bokser
- 1988 - Tejay van Garderen, Amerikaans wielrenner
- 1988 - Rami Gershon, Israëlisch voetballer
- 1988 - Leah Pipes, Amerikaans actrice
- 1988 - David Pollet, Belgisch/Frans voetballer
- 1989 - Tom Cleverley, Engels voetballer
- 1989 - Charlène Guignard, Frans-Italiaans kunstschaatsster
- 1989 - Hong Jeong-ho, Zuid-Koreaans voetballer
- 1989 - Mariana Duque Mariño, Spaans tennisster
- 1989 - Mark van der Maarel, Nederlands voetballer
- 1989 - Geoffrey Mujangi Bia, Congolees/Belgisch voetballer
- 1990 - Kwesi Appiah, Ghanees/Engels voetballer
- 1990 - Mario Balotelli, Ghanees/Italiaans voetballer
- 1990 - Danira Boukhriss, Belgisch journaliste en televisiepresentatrice
- 1990 - Stiggy Hodgson, Engels golfer
- 1990 - Nguyễn Thị Thanh Phúc, Vietnamees atlete
- 1990 - Wissam Ben Yedder, Frans voetballer
- 1990 - Marvin Zeegelaar, Nederlands voetballer
- 1991 - Moreno De Pauw, Belgisch baanwielrenner
- 1991 - Emil Iversen, Noors langlaufer
- 1991 - Tedros Redae, Ethiopisch wielrenner
- 1991 - Daniel Wenig, Duits schansspringer
- 1992 - Romain Cardis, Frans wielrenner
- 1992 - Cara Delevingne, Brits fotomodel, mannequin, zangeres en actrice
- 1992 - Mark Engberink, Nederlands voetballer
- 1992 - Tamaryn Hendler, Belgisch tennisster
- 1992 - Samantha Marshall, Australisch zwemster
- 1992 - Conor McAleny, Engels voetballer
- 1992 - Willi Steindl, Oostenrijks autocoureur
- 1992 - Gonzalo Peillat, Argentijns hockeyer
- 1993 - Axelle Lioness (Axelle Aerts), Belgisch zangeres
- 1993 - Julen Amezqueta, Spaans wielrenner
- 1993 - Filipe Augusto, Braziliaans voetballer
- 1993 - Abe Dijkman,  Nederlands acteur
- 1993 - Ewa Farna, Pools zangeres
- 1993 - Imani Hakim, Amerikaans actrice
- 1993 - Martin Nörl, Duits snowboarder
- 1993 - Walid Sekkour, Duits voetballer
- 1994 - Nassir El Aissati, Nederlands/Marokkaans voetballer
- 1994 - Bram Krikke, Nederlands radiopresentator
- 1994 - Cristian Ramírez, Ecuadoraans voetballer
- 1994 - Ethan Ringel, Amerikaans autocoureur
- 1994 - Bex Taylor-Klaus, Amerikaans actrice
- 1995 - Nicholas Dlamini, Zuid-Afrikaans wielrenner
- 1995 - Jean-Luc Dompé, Frans voetballer
- 1995 - Synne Skinnes Hansen, Noors voetbalster
- 1995 - Grejohn Kyei, Frans voetballer
- 1996 - Ibrahim Diallo, Malinees voetballer
- 1997 - Taiwo Awoniyi, Nigeriaans voetballer
- 1997 - Vince Gino Dekker, Nederlands voetballer
- 1997 - Rudy Pankow, Amerikaans acteur
- 1998 - Kacper Przybylski, Pools-Belgisch Youtuber en influencer (overleden 2020)
- 1998 - Stéfanos Tsitsipás, Grieks tennisser
- 1999 - Matthijs de Ligt, Nederlands voetballer
- 2000 - Tristan Charpentier, Frans autocoureur
- 2001 - Lieke Hammink, Nederlands actrice
- 2002 - Phoebe Bacon, Amerikaans zwemster

## Overleden

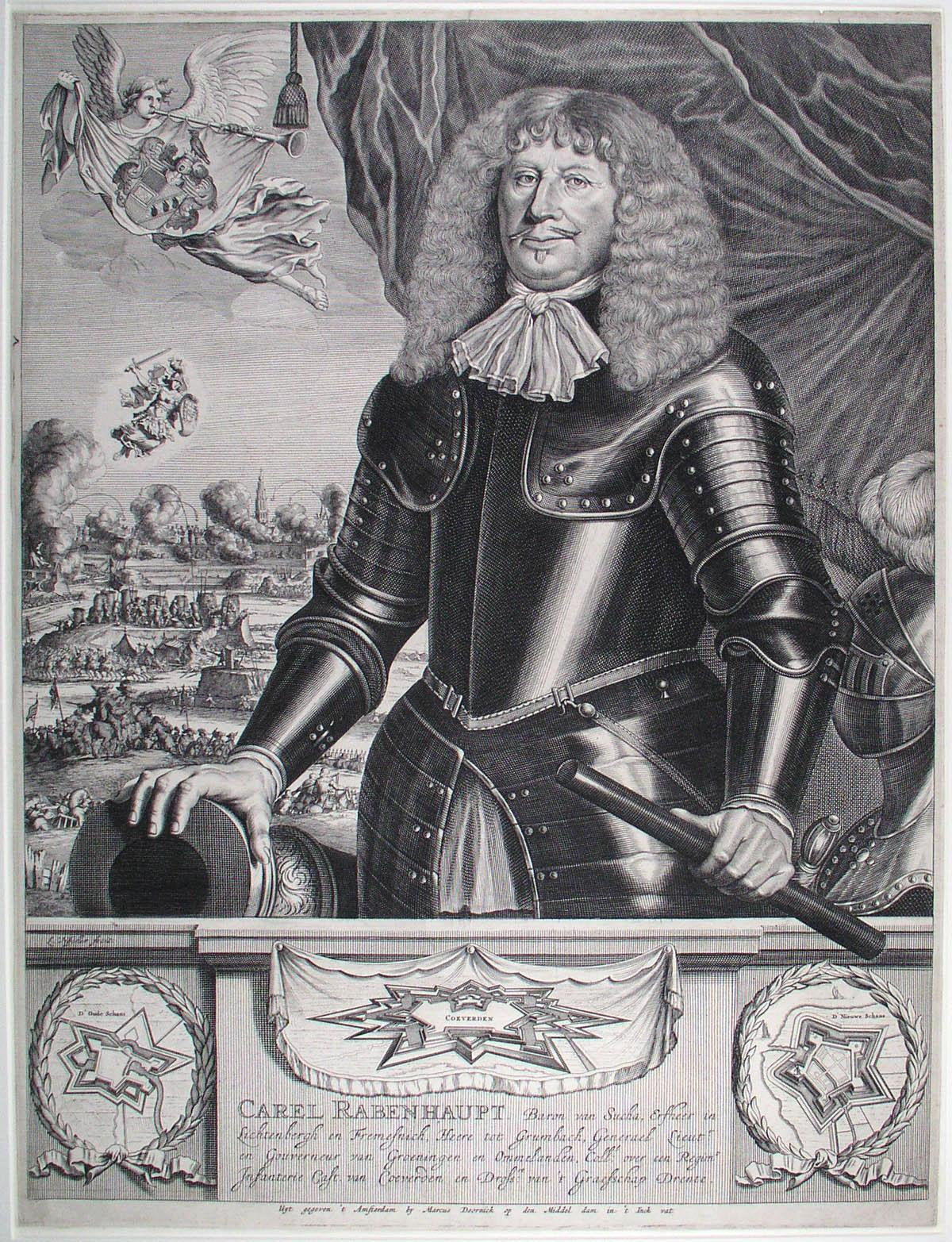
Carl von Rabenhaupt
overleden in 1675

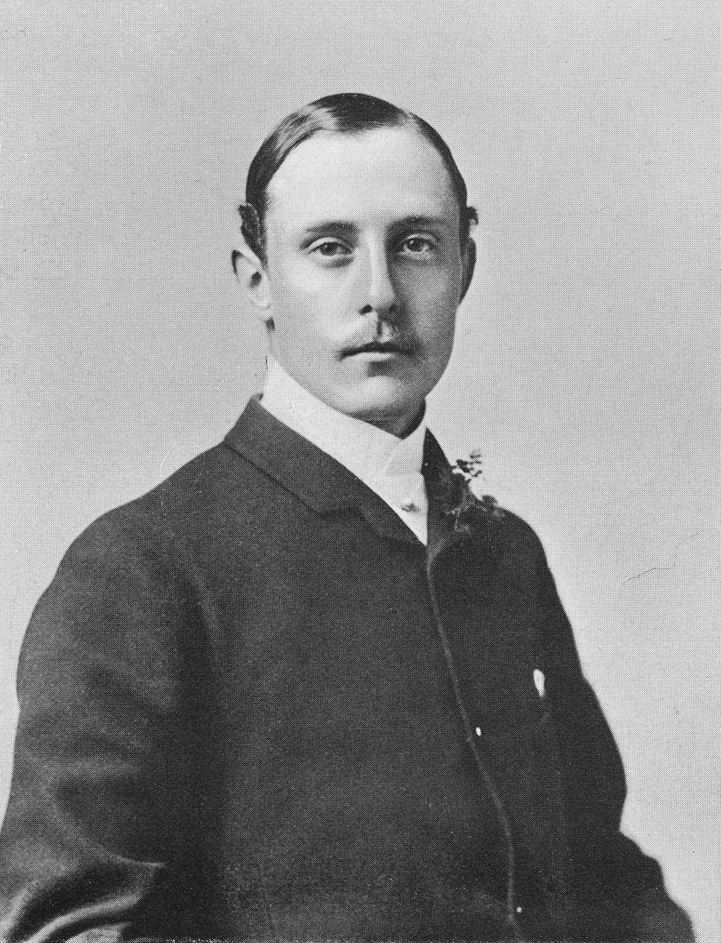
William Renshaw
overleden in 1904

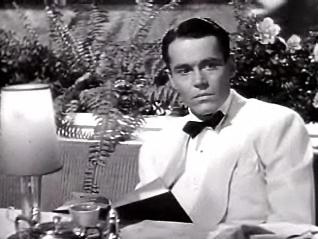
Henry Fonda
overleden in 1982

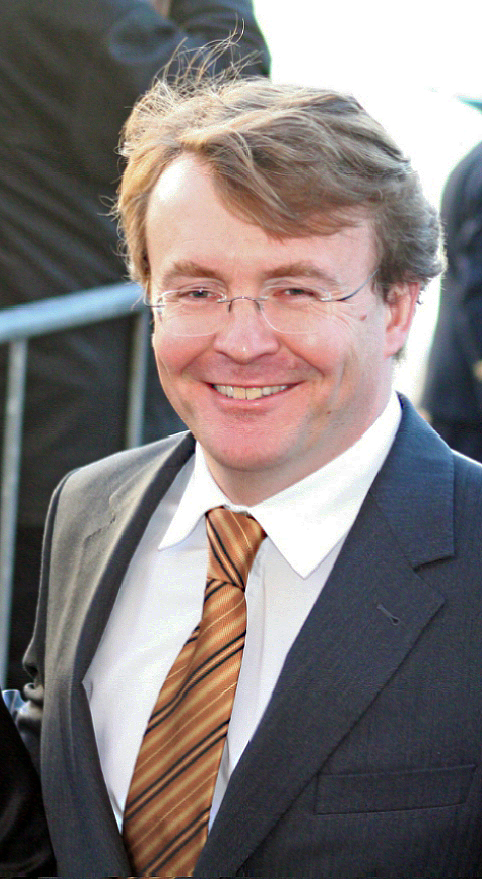
Prins Friso
overleden in 2013

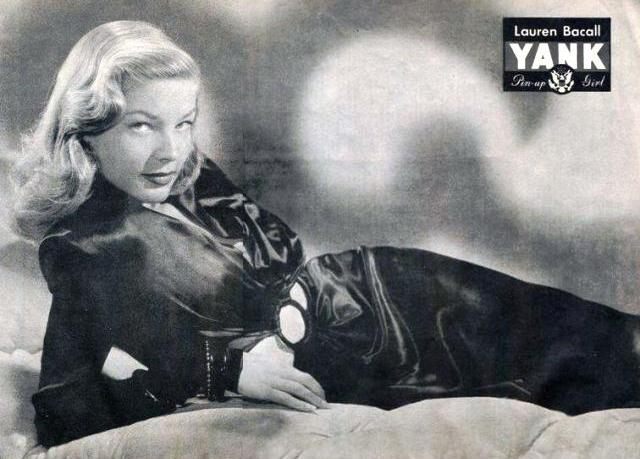
Lauren Bacall
overleden in 2014

- 30 v.Chr. - Cleopatra (39), laatste koningin van Egypte
- 875 - Lodewijk II (50), Frankisch koning en keizer van het Heilige Roomse Rijk
- 1204 - Berthold IV van Meranië (?), derde hertog van Meranië
- 1295 - Karel Martel van Anjou (23), titulair koning van Hongarije
- 1319 - Rudolf I van de Palts (44), hertog van Beieren
- 1353 - Willem van Duivenvoorde (±63), Nederlands kamerling en schatbewaarder
- 1484 - Paus Sixtus IV (70), paus van 1471-1484
- 1545 - Maria Emanuela van Portugal (17), dochter van koning Johan III van Portugal en Catharina van Habsburg
- 1546 - Francisco de Vitoria (±63), Spaans moraaltheoloog
- 1602 - Abu 'l-Fazl ibn-Mubarak (51), Indiaas schrijver
- 1624 - Aerm Ariaentje (±108), Nederlands honderdplusser
- 1633 - Jacopo Peri (71), Italiaans componist
- 1638 - Johannes Althusius (±81), Duits calvinist
- 1638 - Balthasar Marradas (77), Spaans edelman en maarschalk
- 1648 - Ibrahim I (±33), sultan van het Ottomaanse Rijk (1640-1648)
- 1654 - Cornelis Haga (76), Nederlands diplomaat
- 1660 - Gilbertus van Zinnik (±33), Zuid-Nederlands norbertijn
- 1667 - Cornelis van Poelenburch (±72), Nederlands kunstschilder
- 1674 - Philippe de Champaigne (72), Zuid-Nederlands barokschilder
- 1675 - Carl von Rabenhaupt (73), baron van Sucha, erfheer in Lichtenberg en Fremisnich, heer tot Grimbach
- 1689 - Paus Innocentius XI (78), paus van 1676-1689
- 1728 - Hendrick Zwaardecroon (61), Nederlands gouverneur-generaal van de Vereenigde Oostindische Compagnie
- 1810 - Étienne Louis Geoffroy (84), Frans apotheker en entomoloog
- 1818 - Christina Hoevenaar (51), Nederlands patriot
- 1818 - Nikolaj Novikov (74), Russisch schrijver, journalist en krantenuitgever
- 1822 - Henry Robert Stewart (53), Brits staatsman
- 1824 - Charles Nerinckx (62), Zuid-Nederlands geestelijke
- 1827 - William Blake (69), Engels schrijver, dichter, tekenaar, schilder en graveur
- 1832 - Guillaume Anne de Constant Rebecque de Villars (82), Nederlands generaal
- 1833 - Hendrik Willem Rappard (85), Nederlands raadsheer en burgemeester
- 1843 - Jean-Pierre Cortot (55), Frans beeldhouwer
- 1848 - George Stephenson (67), Brits uitvinder
- 1849 - Peter Ludwig von Donatz (66), Zwitsers generaal
- 1849 - Albert Gallatin (88), Amerikaans politicus en diplomaat
- 1857 - William Conybeare (70), Engels geoloog en paleontoloog
- 1864 - Charles Roels-Dammekens (72), Belgisch politicus en burgemeester
- 1865 - William Jackson Hooker (80), Brits plantkundige, systematicus, groot organisator en botanisch illustrator
- 1873 - Charles-Honoré Pecsteen (84), vooraanstaand lid van de bestendige deputatie van West-Vlaanderen
- 1873 - Frédéric Van de Kerkhove (9), Belgisch kunstschilder-wonderkind
- 1874 - Anthony Hendrik van der Boon Mesch (70), Nederlands scheikundige en hoogleraar
- 1879 - Johannes Marius Janszen (65), Nederlands burgemeester
- 1884 - Giuseppe De Nittis (38), Italiaans kunstschilder
- 1885 - Helen Hunt Jackson (54), Amerikaans schrijfster en activiste
- 1887 - Joannes Benedictus Hyacinthus van de Mortel (89), Nederlands rechter en politicus
- 1887 - Jean-Baptiste Pichuèque (38), Belgisch volksvertegenwoordiger
- 1891 - James Russell Lowell (72), Amerikaans dichter, essayist, uitgever, hogeschooldocent en diplomaat
- 1895 - David Bierens de Haan (73), Nederlands wiskundige
- 1895 - Edouard Charles Orban de Xivry (71), Belgisch senator
- 1897 - Antonius van der Linde (63), Nederlands historicus, bibliothecaris en theoloog
- 1900 - James Keeler (42), Amerikaans astronoom
- 1900 - Vladimir Solovjov (47), Russisch filosoof, schrijver, dichter en mysticus
- 1900 - Wilhelm Steinitz (64), Tsjechisch-Oostenrijks schaker
- 1901 - Francesco Crispi (81), Italiaans politicus
- 1901 - Adolf Erik Nordenskiöld (68), Fins geoloog, mineraloog en arctisch ontdekkingsreiziger
- 1902 - Jan Frederik Willem Conrad (77), Nederlands ingenieur
- 1904 - William Renshaw (43), Brits tennisser
- 1905 - Charles Haus (80), Belgisch edelman
- 1910 - Theodorus Niemeijer (88), Nederlands ondernemer
- 1911 - Jozef Israëls (84), Nederlands schilder
- 1914 - John Philip Holland (73), Iers ingenieur
- 1917 - Ludwig Strasser (63), Duits uurwerkmaker en docent
- 1918 - Gaston de Pret Roose de Calesberg (78), Belgisch politicus
- 1918 - Anna Held (45), Amerikaans actrice en zangeres
- 1918 - William Thompson (70), Amerikaans boogschutter
- 1920 - Karl Hermann Struve (65), Baltisch-Duits astronoom
- 1924 - Alwin Reindel (67), Duits componist en militaire kapelmeester
- 1925 - Leo Dehon (82), Frans priester, stichter van de Priestercongregatie van het Heilig Hart van Jezus
- 1926 - Carlos Brown (44), Argentijns voetballer
- 1928 - Leoš Janáček (74), Tsjechisch componist
- 1929 - Robert Henri (Robert Henry Cozad) (64), Amerikaans kunstschilder
- 1929 - Rudolf Nováček (69), Servisch componist, muziekpedagoog, militaire kapelmeester en violist
- 1931 - Clément Mougeot (74), Frans componist
- 1931 - Cornelis Johannes Kieviet (73), Nederlands schrijver van kinderboeken
- 1934 - Hendrik Petrus Berlage (78), Nederlands architect
- 1937 - Léon Moeremans (75), Belgisch componist, muziekpedagoog, dirigent, muziekwinkelier en muziekuitgever
- 1938 - Achiel De Roo (61), Belgisch senator
- 1939 - Eulalio Gutiérrez (58), Mexicaans politicus
- 1940 - Louis Goldsteen (64), Nederlands zanger
- 1942 - Phillips Holmes (35), Amerikaans acteur
- 1942 - Sabina Spielrein (56), Russisch psychiater
- 1943 - Cornélie van Oosterzee (79), Nederlands pianiste, dirigente en componiste
- 1943 - Vittorio Sella (83), Italiaans alpinist en fotograaf
- 1943 - Willem van Waterschoot van der Gracht (70), Nederlands jurist, mijnbouwkundige en geoloog
- 1944 - Miguel Asin y Palacios (73), Spaans katholiek priester, arabist, godsdiensthistoricus en hoogleraar
- 1944 - Rudy Burgwal (26), Nederlands Engelandvaarder en piloot
- 1944 - Joseph P. Kennedy jr. (29), Amerikaans vliegenier
- 1945 - Emil Benecke (46), Duits waterpolospeler
- 1945 - Karl Leisner (30), Duits rooms-katholiek priester
- 1945 - Alfons de Roeck (±75), Belgisch wielrenner
- 1946 - Inajatoellah Khan (57), koning van Afghanistan (1929)
- 1948 - André Brassinne (71), Belgisch volksvertegenwoordiger
- 1948 - Carl Lutz (72), Oostenrijks componist, dirigent, muziekuitgever en bakker
- 1948 - Louis Sandront (61), Belgisch volksvertegenwoordiger
- 1951 - Saar de Swart (90), Nederlands beeldhouwster
- 1951 - Christianus Cornelis Uhlenbeck (84), Nederlands linguïst en antropoloog
- 1953 - Jacques Daems (75), Belgisch syndicalist en politicus
- 1955 - Fik Abbing (54), Nederlands kunstschilder en illustrator
- 1955 - James Batcheller Sumner (67), Amerikaans scheikundige
- 1955 - Thomas Mann (80), Duits schrijver, winnaar Nobelprijs voor de Literatuur (1929)
- 1956 - Gianpiero Combi (53), Italiaans voetbaldoelman
- 1957 - Frits Eschauzier (68), Nederlands architect en hoogleraar
- 1957 - Charles Petit (79), Belgisch senator en burgemeester
- 1964 - Isidro Fabela (82), Mexicaans politicus, schrijver, jurist en diplomaat
- 1964 - Ian Fleming (56), Brits schrijver van onder andere James Bond
- 1964 - Dmitri Maksoetov (68), Russisch opiticus en astronoom
- 1964 - Ardengo Soffici (85), Italiaans schrijver en schilder
- 1966 - Abram Stokhof de Jong (55), Nederlandse glazenier, wandschilder en mozaïekkunstenaar
- 1967 - Sophie Köhler-van Dijk (75), Nederlands (hoorspel)actrice
- 1968 - Pieter Oud (81), Nederlands politicus en geschiedschrijver
- 1968 - Gustaaf Adolf Strick van Linschoten (73), Nederlands burgemeester
- 1969 - Eberhard van Arenberg (77), Belgisch adellijk persoon
- 1969 - Josef Glaser (82), Duits voetballer
- 1972 - Martin Duiven (68), Nederlands onderwijzer, publicist en natuurkenner
- 1972 - Alf Hurum (89), Noors componist en kunstschilder
- 1973 - Walter Rudolf Hess (92), Zwitsers fysioloog
- 1974 - Clovis Piérard (77), Belgisch senator
- 1974 - Gunhild Svang (99), Noors pianiste
- 1976 - Tom Driberg (71), Brits politicus en journalist
- 1978 - Marie Vassiltsjikoff (61), Russisch prinses en dagboekschrijfster
- 1978 - John Williams (32), Brits motorcoureur
- 1979 - Ernst Boris Chain (73), Duits-Brits biochemicus
- 1979 - Alfred Mozer (74), Duits verzetsstrijder
- 1980 - Patrick Pons (27), Frans motorcoureur
- 1980 - Jan Frederik Schouten (70), Nederlands natuurkundige
- 1981 - Jeanette ten Broecke Hoekstra (79), Nederlands politica
- 1982 - Henry Fonda (77), Amerikaans acteur
- 1983 - Artemio Franchi (61), Italiaans voetbalbestuurder
- 1985 - Billy Devore (74), Amerikaans autocoureur
- 1985 - Kyu Sakamoto (43), Japans zanger en acteur
- 1985 - Manfred Winkelhock (33), Duits autocoureur
- 1986 - Leo Vandekerckhove (92), Belgisch kunstschilder, fotograaf en oorlogsburgemeester
- 1987 - Frans Boers (73), Nederlands kunstenaar
- 1988 - Jean-Michel Basquiat (27), Amerikaans kunstenaar
- 1988 - Louis D'haeseleer (76), Belgisch politicus
- 1988 - Frans Niemeijer (±51), Nederlands politicus
- 1989 - William Shockley (79), Brits-Amerikaans natuurkundige en Nobelprijswinnaar
- 1991 - Rik Jansseune (67), Belgisch illustrator
- 1991 - Daan Modderman (81), Nederlands menner
- 1991 - Ton Vos (68), Nederlands acteur
- 1992 - Gijs Boot (78), Nederlands bestuurder en politicus
- 1992 - John Cage (79), Amerikaans componist
- 1993 - Bérénice Devos (70), Belgisch kunstschilder
- 1994 - Gene Cherico (59), Amerikaans contrabassist
- 1994 - Hermann Markus Pressl (55), Oostenrijks componist en muziekpedagoog
- 1996 - Viktor Hambartsoemian (87), Armeens wetenschapper en hoogleraar
- 1996 - Ben Ingwersen (75), Nederlands architect
- 1996 - Toni Pellegrini (±72), Maltees staatsman
- 1998 - Jesús Loroño (72), Spaans wielrenner
- 1998 - Guus Vleugel (66), Nederlands schrijver en dichter
- 2000 - Jean Carzou (93), Frans figuratief kunstenaar
- 2000 - Patrick Peter Sacco (71), Amerikaans componist, muziekpedagoog, pianist, klarinettist, trompettist, tubaïst en zanger
- 2000 - Loretta Young (87), Amerikaans actrice
- 2001 - Jan Hendrix (82), Nederlands politicus
- 2001 - Aleid Wensink (80), Nederlands journalist, dichter, essayist en vertaler
- 2002 - Gaby Vandeputte (85), Belgisch senator en ondernemer
- 2003 - Jozef Seaux (91), Belgisch kunstschilder
- 2004 - Ed Bauer (75), Nederlands acteur
- 2004 - Godfrey Hounsfield (84), Brits elektrotechnicus en Nobelprijswinnaar
- 2004 - Robert L. Morris (62), Amerikaans psycholoog
- 2005 - Francy Boland (75), Belgisch jazzpianist, componist en arrangeur
- 2005 - Lakshman Kadirgamar (73), Sri Lankaans politicus
- 2005 - Kees Mok (80), Nederlands taalkundige
- 2006 - Guido Depraetere (59), Belgisch cartoonist, televisiepresentator en -producent
- 2007 - Ralph Alpher (86), Amerikaans natuurkundige en kosmoloog
- 2007 - Merv Griffin (82), Amerikaans zanger, televisiepresentator en -producent
- 2007 - Niek Pierson (53), Nederlands econoom en ondernemer
- 2008 - Paul Christiaen (85), Belgisch ondernemer en politicus
- 2008 - Stan Storimans (39), Nederlands cameraman
- 2009 - Katchou (Ali Nasri) (46), Algerijns zanger
- 2010 - Johan van den Bossche (±72), Nederlands journalist en hoofdredacteur
- 2010 - Guido de Marco (79), Maltees politicus
- 2011 - Inge Blum (87), Duits beeldhouwster
- 2011 - Geertruida Draaisma (109), Nederlands oudste mens
- 2012 - Joe Kubert (85), Amerikaans striptekenaar
- 2012 - Odilon Mortier (81), Belgisch acteur, dirigent, moppentapper en carnavalsfiguur
- 2013 - Friso van Oranje-Nassau van Amsberg (44), Nederlands prins
- 2013 - Henny ter Weer (91), Nederlands schermer
- 2014 - Lauren Bacall (89), Amerikaans actrice
- 2014 - Teun Horstman (87), Nederlands bisschop
- 2015 - Pierre Jansen (85), Frans componist van filmmuziek
- 2015 - Stephen Lewis (88), Engels acteur
- 2017 - Zdravko Hebel (74), Joegoslavisch waterpolospeler
- 2019 - José Luis Brown (62), Argentijns voetballer en -trainer
- 2019 - Tom van Deel (74), Nederlands dichter
- 2019 - Luc Gustin (68), Belgisch politicus
- 2020 - Don Edmunds (89), Amerikaans autocoureur
- 2020 - Ellis Faas (58), Nederlands visagiste
- 2020 - Scott Mori (78), Amerikaans botanicus
- 2020 - Jan Schrooten (82), Belgisch kanunnik en kapelmeester
- 2021 - Kurt Biedenkopf (91), Duits politicus
- 2021 - Ronnell Bright (91), Amerikaans jazzzanger, -componist en -arrangeur
- 2021 - Dominic DeNucci (89), Italiaans professioneel worstelaar
- 2021 - Jose Perez (74), Filipijns rechter
- 2021 - K. Schippers (84), Nederlands dichter en prozaschrijver
- 2021 - Una Stubbs (84), Brits actrice en danseres
- 2021 - Yigal Tumarkin (87), Israëlisch schilder, graficus en beeldhouwer
- 2022 - Liesbeth Brandt Corstius (81), Nederlands kunsthistorica en museumdirecteur
- 2022 - Georges Joris (101), Belgisch burgemeester
- 2022 - Motiullah Khan (84), Pakistaans hockeyer
- 2022 - Wolfgang Petersen (81), Duits filmregisseur
- 2022 - Tini van Reeken (83), Nederlands voetballer
- 2022 - Vjatsjeslav Semenov (74), Oekraïens voetballer
- 2023 - Aggie van der Meer (95), Nederlands schrijfster en dichteres
- 2023 - Henk Tiesinga (74), Nederlands dijkgraaf en senator
- 2024 - Ramiro Blacutt (80), Boliviaans voetballer
- 2024 - Cédric Daury (54), Frans voetbaltrainer en voetballer
- 2025 - Peter Molthoff (101), Nederlands burgemeester en verzetsstrijder

## Viering/herdenking

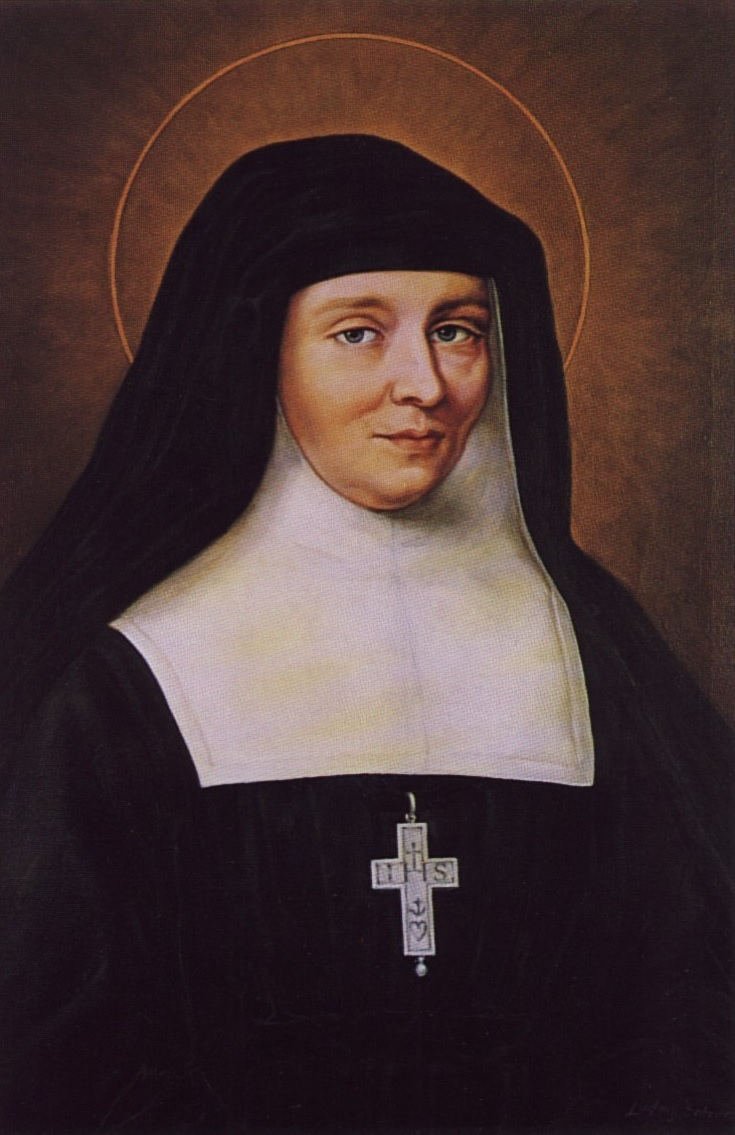
Johanna Francisca de Chantal

- Internationale dag van de jeugd (sinds 2000)
- Rooms-katholieke kalender:
  - Heilige Johanna Francisca de Chantal († 1641) - Vrije Gedachtenis
  - Heilige Quiriacus (Vrije Gedachtenis in aartsbisdom Mechelen-Brussel en bisdom Gent) en Hilaria (van Augsburg) († c. 304)
  - Heilige Merwenna (van Marhamchurch) († 5e eeuw)
  - Heilige Euplius van Catania († 304)
  - Heilige Giacôbê Đỗ Mai Năm († 1838)
  - Zalige Innocentius XI († 1689)
  - Zalige Karl Leisner († 1945)
  - Eerbiedwaardige Leo Dehon († 1925)

## Weerextremen

### Nederland
| | Officiële records | Officiële records | Officiële records |      | Landelijke records | Landelijke records | Landelijke records             |
| Gebeurtenis | Jaar              | Extreem           | Locatie           | Jaar | Extreem            | Locatie            |                                |
| --- | ----------------- | ----------------- | ----------------- | ---- | ------------------ | ------------------ | ------------------------------ |
| Laagste etmaalgemiddelde temperatuur (°C) | 1908              | 11,1              | De Bilt           |      | 1908               | 10,2               | Eelde                          |
| Hoogste etmaalgemiddelde temperatuur (°C) | 2020              | 26,3              | De Bilt           |      | 2003               | 28,8               | Maastricht                     |
| Laagste minimumtemperatuur (°C) | 1908              | 4,4               | De Bilt           |      | 1970               | 4,0                | Soesterberg                    |
| Hoogste minimumtemperatuur (°C) | 2020              | 20,4              | De Bilt           |      | 2020               | 22,2               | Hoorn Terschelling             |
| Laagste maximumtemperatuur (°C) | 1902              | 15,8              | De Bilt           |      | 1940               | 14,2               | Eelde                          |
| Hoogste maximumtemperatuur (°C) | 2003              | 33,8              | De Bilt           |      | 2003               | 37,2               | Arcen                          |
| Hoogste uurgemiddelde windsnelheid (m/s) | 1951              | 11,3              | De Bilt           |      | 1914               | 26,8               | De Kooy                        |
| Hoogste windstoot (m/s) | 1951, 2001        | 18,0              | De Bilt           |      | 1993               | 25,7               | IJmuiden                       |
| Langste zonneschijnduur (uur) | 2022              | 13,7              | De Bilt           |      | 2022               | 14,0               | Hoorn Terschelling, Leeuwarden |
| Langste neerslagduur (uur) | 1964              | 15,4              | De Bilt           |      | 1994               | 18,3               | Stavoren                       |
| Hoogste etmaalsom van de neerslag (mm) | 2005              | 40,0              | De Bilt           |      | 1964               | 46,9               | Maastricht                     |
| Laagste etmaalgemiddelde relatieve vochtigheid (%) | 1911              | 46                | De Bilt           |      | 2022               | 34                 | Maastricht                     |
| Laagste uurwaarde luchtdruk op zeeniveau (hPa) | 2008              | 991,6             | De Bilt           |      | 2008               | 989,7              | Vlieland                       |
| Hoogste uurwaarde luchtdruk op zeeniveau (hPa) | 1949              | 1033,4            | De Bilt           |      | 1949               | 1033,4             | De Bilt                        |
| Officiële records worden altijd gemeten op het KNMI-weerstation in De Bilt. Landelijke records kunnen worden gemeten op elk officieel KNMI-weerstation in Nederland. |                   |                   |                   |      |                    |                    |                                |

Uitzonderlijke gebeurtenissen
- 1914 - Landelijk maandrecord hoogste uurgemiddelde windsnelheid in m/s van augustus gemeten in De Kooy: 26,8
- 1916 - Laatste officiële zomerse dag van het jaar (maximumtemperatuur ≥ 25 °C in De Bilt)
- 1952 - Laatste officiële zomerse dag van het jaar (maximumtemperatuur ≥ 25 °C in De Bilt)
- 1953 - Eerste en enige officiële tropische dag van het jaar (maximumtemperatuur ≥ 30 °C in De Bilt)
- 1998 - Laatste officiële zomerse dag van het jaar (maximumtemperatuur ≥ 25 °C in De Bilt)
- 2003 - Landelijk maandrecord hoogste etmaalgemiddelde temperatuur in °C van augustus gemeten in Maastricht: 28,8
- 2003 - Laatste officiële tropische dag van het jaar (maximumtemperatuur ≥ 30 °C in De Bilt)
- 2023 - Officieel hoogste minimumtemperatuur in °C van augustus dit jaar gemeten in De Bilt: 16,8
- 2023 - Officieel hoogste etmaalsom van de neerslag in mm van augustus dit jaar gemeten in De Bilt: 19,8

### België
Dagrecords
- 1908 - Laagste etmaalgemiddelde temperatuur 11,2 °C
- 2003 - Hoogste etmaalgemiddelde temperatuur 28 °C
- 1908 - Laagste minimumtemperatuur 6,5 °C
- 2003 - Hoogste maximumtemperatuur 34,4 °C
- 1996 - Hoogste etmaalsom van de neerslag 40,8 mm

Uitzonderlijke gebeurtenissen
- 1955 - 76 mm neerslag in Thorembais-les-Béguines (Perwez).
- 1964 - 57 mm neerslag op de Baraque Michel (Jalhay) en 85 mm in Gouvy.
- 1996 - Tornado veroorzaakt schade in Hoogstade (Alveringem).
- 2003 - Hoge maximumtemperaturen tot 38,4 °C in Han-sur-Lesse (Rochefort).

<< · 1 · 2 · 3 · 4 · 5 · 6 · 7 · 8 · 9 · 10 · 11 · 12 · 13 · 14 · 15 · 16 · 17 · 18 · 19 · 20 · 21 · 22 · 23 · 24 · 25 · 26 · 27 · 28 · 29 · 30 · 31 · >>